# Hrvatska povijest
Hrvatski narod - ili barem slavenske zajednice iz kojih je nastao - je oko 626. podložio rimske pokrajine Dalmaciju, i Panoniju (bivši Ilirik) te osnovao barem dvije kneževine, jednu bliže bizantskim posjedima u Dalmaciji ("Primorska Hrvatska"), druga u područjima oko rijeke Save; smatra se da je te kneževine Hrvatsko Kraljevstvo kasnije ujedinio njegov prvi kralj Tomislav oko 925. godine. 
Nakon izumiranja domaće dinastije Trpimirovića, Sabor (parlament) je za kraljeve Hrvatske izabirao vladare drugih država, stvarajući time personalnu uniju najprije Hrvatske i Ugarske (1102. – 1300. i 1307. – 1526.), a zatim Hrvatske i Svetog Rimskog Carstva njemačke narodnosti (1527. – 1918.). Kao predziđe kršćanske Europe između 15. i 18. stoljeća, Hrvatsko je Kraljevstvo bilo ključno za zaustavljanje daljnjeg prodora Osmanskoga Carstva na zapad, dok je s druge strane Mletačka Republika zaposjela većinu hrvatske obale. Hrvatska je država u stoljećima osmanske ekspanzije bila izgubila velik dio svoga povijesnog teritorija, koji danas pripada Bosni i Hercegovini. Hrvatsko je Kraljevstvo sačuvalo svoju državnu suverenost posebnim položajem unutar Habsburške Monarhije sve do njezina raspada, 1918.
Nakon što je po kraju I. svjetskog rata 1918. prekinula državnopravne veze s Austrijom i Ugarskom, Hrvatska je bez suglasnosti Sabora uključena u novostvorenu Kraljevinu Srba, Hrvata i Slovenaca (kasniju Kraljevinu Jugoslaviju). Time je Hrvatska prvi put stavljena u balkanski politički okvir te je prestala postojati kao država. Autonomna Banovina Hrvatska, uspostavljena sporazumom hrvatske oporbe i jugoslavenske Vlade 1939., trajala je do osovinskog razbijanja Jugoslavije 1941. 
Unatoč plebiscitarnoj podršci hrvatskog stanovništva prozapadnoj seljačko-demokratskoj koaliciji, Drugi je svjetski rat u Hrvatskoj vođen između dvaju radikalnih pokreta – ustaša pod pokroviteljstvom Osovine i komunista (partizana) na strani Saveznika, koja su oba proglasila svoju hrvatsku državu. Od 1945., Hrvatska je bila jedna od šest saveznih država socijalističke Jugoslavije maršala Tita. Demokratski narodni pokret poznat kao Hrvatsko proljeće, za politička prava Hrvatske u Jugoslaviji, koji se 1967. suprotstavio nasilnom spajanju hrvatskoga jezika sa srpskim u srpskohrvatski, suzbio je jugoslavenski režim 1971.
Slijedom demokratskih izbora 1990., Republika Hrvatska na čelu s Franjom Tuđmanom, 1991. je proglasila neovisnost kao i većina država članica Jugoslavije. Koristeći bivšu saveznu vojsku i lokalne pobunjenike, Srbija i Crna Gora napale su 1991. Hrvatsku te Bosnu i Hercegovinu s ciljem zadržavanja osvojenih teritorija u krnjoj Jugoslaviji. Rat je završio 1995. pobjedom Hrvatske i oslobođenjem okupiranih područja, dok su istodobni saveznički hrvatsko-bošnjački uspjesi doveli do mirovnog procesa u Bosni i Hercegovini. 
Od 2000. počinje uključivanje Republike Hrvatske u europske integracije. Potpisan je 2001. Sporazum o stabilizaciji i pridruživanju kojim je službeno započeo postupak pristupanja Hrvatske u članstvo Europske unije; Hrvatska je pristupila također Partnerstvu za mir (2000.) i Svjetskoj trgovinskoj organizaciji (2000.). Postupno su jačali pozitivni procesi društvene i političke stabilizacije zemlje. Hrvatska je postala punopravna članica NATO-a 1. travnja 2009., a Europske unije 1. srpnja 2013. godine.

## Hrvatska u vrijeme prije dolaska Slavena (do 7. stoljeća)
Područje današnje Hrvatske bilo je oduvijek vrlo bogato životinjskim i biljnim svijetom pa slijedom toga pogodno za život ljudi. Na sjeveru su plodne riječne doline, koje čine rijeke Drava, Sava, Dunav, Kupa, Una, a na jugu brojna krška polja i razvedena morska obala puna otoka i zaljeva povoljnih za prirodne luke i plovidbu,, kao i za ribolov. Područje koje je danas poznato kao Hrvatska je prvi put naseljeno sredinom paleolitika, a kasnije i u neolitiku. Povijest bilježi i kolonizaciju Ilira, Kelta te Grka u prvom tisućljeću prije Krista. Ilirska su plemena osnovala nekoliko država koje su jednu za drugom osvojili Rimljani u drugom i prvom stoljeću prije Krista.
Zbog toga tragovi ljudskog prisustva sežu u najstarija razdoblja, u paleolitik ili starije kameno doba. U europskim razmjerima poznato je nalazište neandertalskog čovjeka (paleantropa) u špilji Hušnjakova brijega kraj Krapine (Homo krapiniensis). Brojni su ostatci i razdoblja neolita u porječju Save, Drave i Dunava poznata pod imenima starčevačke, vinčanske i sopotske kulture, a uz more hvarske kulture. U razdoblju eneolitika poznata je vučedolska kultura uz Dunav s ostatcima lijepe keramike (Vučedolska golubica) najstariji nalaz te vrste u Europi, a u razdoblju bronce je najizrazitija tzv. vinkovačka kultura. Željezno doba je iza sebe ostavilo brojne nalaze ilirskih plemena; Liburna, Japoda i Delmata od Istre do Dalmacije i Hercegovine. U 4. stoljeću prije Krista su svoje tragove ostavili Kelti, čiji nalazi spadaju u latensku kulturu (La Tene).
Istodobno s Keltima na jadranskim otocima i ušćima rijeka su nalazi koji svjedoče o grčkim kolonijama na Visu (Issa), Hvaru (Pharos), u Trogiru (Tragurion) i drugdje. Dva stoljeća poslije Grka na istočnu obalu Jadranskog mora dolaze Rimljani, ali su ova područja osvojili tek slomom ustanka pod Batonom (6. do 9. godine poslije Krista). Uskoro su ustrojili svoje provincije poput Dalmacije uz more i na području današnje Bosne i Panonije u Podunavlju. Prva je imala svoje središte u Saloni kraj današnjeg Splita, a druga u Ptuju (Poetovio). Istra je bila u sastavu italske oblasti (Venetia et Histria). Budući da se razvijala trgovina, promet, da su izgrađene ceste i luke, tadašnji rimski Ilirik se dobro gospodarski razvijao. Nicali su brojni gradovi poput Pole (Pula), Parentiuma (Poreč), Jadere (Zadar), Scardone (Skradin), Narone na ušću Neretve te u kontinentalnom dijelu: Siscie (Sisak), Cibalaea (Vinkovci), Sirmiuma (Mitrovica), Murse (Osijek) i brojni drugi koji i danas postoje uzduž nekadašnjih rimskih cesta i plovnih puteva.
Rimsko Carstvo je na području od istočne obale Jadrana do rijeke Save uspostavilo provinciju Dalmaciju naseljenu djelomično romaniziranim stanovništvom koje je potjecalo od plemena Delmata (Dalmata), Liburna, Japoda, Dokleata, Dezidijata i drugih naroda koje su Rimljani koletivno nazivali "Iliri", a o čijem je jeziku i kulturi je ostalo tek vrlo malo tragova (najvažniji izvor podataka o etničkim zajednicama koje su nastavale Gornji i Donji Ilirik do danas ostaje djelo Naturalis historia pisca Plinija Starijeg iz 1. st. po Kr.).
Od 7. stoljeća prodiru na buduća Hrvatska područja Avari, stepski narod koji je centar svojega života uspostavio u obližnjoj Panonskoj nizini. Uz njihovo dolazak vezuju se i početci doseljavanja Slavena u Dalmaciju.

## Uspostava rane hrvatske države
Od početka 9. stoljeća bilježi se jačanje velikaške kuće Trpimirovića u današnjoj sjevernoj Dalmaciji, koje područje tada nosi naziv "Hrvati". Oko Trpimirovića i na tom njihovom području baziranog plemstva Dvanaest plemena Kraljevine Hrvatske uspostavlja se Srednjovjekovna hrvatska država, čija vlast s vremenom obuhvaća i Slavoniju -  dijelove nekadašnje rimske provincije Panonije između rijeke Save i Drave, čije ime indicira da ondje sada obitava stanovništvo slavenskog jezika. Vrlo postupno, kako opada snaga Bizanta a položaj Hrvatske jača, i bizantski posjedi na obali Jadrana potpadaju pod sve čvršću vlast hrvatskih vladara. Trpimirovići uspješno preuzimaju elemente kasnoantičke kršćanske civilizacije, te tako u prostranom antičkom imanju u Stombratama kod Splita uspostavljaju važan feud koji obuhvaća i autohtono lokalno romanizirano stanovništvo; u do danas sačuvanoj crkvi čuva se spomen o podizanju kamenog ciborija "temporibus Misclavo duce" tj. u vrijeme Trpimirovog prethodnika kneza Mislava (835.-845).
Istočno Rimsko Carstvo zadržava vlast nad nekim jadranskim otocima i gradovima na dalmatinskoj obali, gdje pod upravom bizantskih upravitelja i lokalnog plemstva latinskog jezika nastavlja postojati Tema Dalmacija: u taj visoki rang (u Bizantu su samo važne pokrajine nosile naziv "teme", kojoj je na čelu bio dužnosnik najvišeg ranga - strateg) Dalmacija je proizvedena u sedmom stoljeću, ali već stotinjak godina kasnije car Bazilije I. (867.-886.) mora uputiti dalmatinske gradove da danak umjesto Bizantu plaćaju Hrvatima, ostajući pod tek slabijim vrhovništvom Istočnog Rimskog Carstva. Bizant - koliko mu omogućuje nerijetko teška situacija na drugim stranama Carstva - nastoji održati utjecaj u Dalmaciji; međutim vojnim sredstvima uglavnom uspijeva uvjerljivo održati tek Zadar. Ta područja uz obalu i na otocima trguju s dalmatinskim zaleđem, a i u njih se postupno doseljava slavensko stanovništvo.
Najstariji opsežniji prikaz o uspostavi hrvatske države sadržani su u bizantskom diplomatskom priručniku De administrando imperio iz 10. stoljeća, koji bilježi predaju da su Hrvati došli iz Bijele Hrvatske koja se prostirala na području oko Karpata, te da su nakon ratovanja s Avarima ovladali Dalmacijom; postupno su postali kršćani, a Bizant je kasnije odredio da njegovi gradovi uz dalmatinsku obalu plaćaju danak hrvatskim vladarima.
Historia Salonitana iz 13. stoljeća bilježi da su Hrvati došli s područja "Teutonije i Poljske" i uspostavili državu, napadajući dalmatinske gradove uključujući Salonu kao najvažniji. Opisuje - oslanjajući se dijelom na pismene izvore, a dijelom na usmenu predaju koja je do njega došla - da su ti došljaci bili kulturalno inferiorni, i da je među njima već bilo rašireno kršćanstvo, ali "natopljeno arijanskom herezom". Kasnije da su arijanstvo napustili, ali da su nastavili bogoslužje imati na slavenskom jeziku, što Toma - premda su s vremenom i pape dozvolile korištenje slavenskog bogoslužja u Hrvatskoj - naziva "odvratnom šizmom". Piše Toma da su se do njegovog doba pridošli Slaveni uvelike izmiješali sa starosjediocima, koji su prihvatili njihov jezik. U izlaganju činjenica važnih za salonitansku crkvu, spominje da je splitski nadbiskup Martin živio 990. godine za vrijeme "cara Teodozija i kralja Držislava, čiji su se nasljednici zvali kraljevima Dalmacije i Hrvatske".
Supetarski kartular (kronika benediktinskog samostana) iz 12. stoljeća sadrži ovakav zapis o starom hrvatskom plemstvu i njihovoj državi:
Stanoviti ostatak izvornog rodovnog hrvatskog plemstva - iz kojega je nastala hrvatska država - očuvan je dugo vremena u Poljičkoj Republici na području istočno od Splita, premda za izravnu vezu između poljičkog plemstva i onog ranosrednjovjekovnog nedostaju dovoljni dokazi.

## Nazivi naroda i države Hrvata
Nacionalno ime Hrvata vjerojatno je iranskog podrijetla, i možda je izvorno označavalo manju skupinu koja je na širem području Karpata - gorja za koje najranije očuvano germansko ime glasi: Harvaðafjöll - nametnula svoju vlast slavenskim zajednicama. Spominje se prvi put kao osobno ime na Tanajskim pločama - dva zapisa na grčkom jeziku s kraja 2. ili početka 3. stoljeća koja su nađeni na ušću Dona u Azovsko more (Horoathos, Horuathos).
U pismu pape Ivana X. kralju Tomislavu, zahumskom knezu Mihajlu, svećenstvu i puku iz 925. godine se govori o "narodu koji boravi u Slavoniji i Dalmaciji", čiji se kralja naslovljava kao "kralj Hrvata".
Naziv Slavonija - u latinskom jeziku nekad Slavonia, nekad Sclavonia, najrjeđe Sclavania - se počev od kraja 8. stoljeća u bizantskim i zapadnoeuropskim izvorima koristi kao grupni termin za označavanje svih područja naseljenih Slavenima - "Sklavinija", ali se u Italiji 11. stoljeća običavalo koristiti za baš za Hrvatsku - tj. "Sklavonsko kraljevstvo", kao Italiji najbližu slavensku zemlju. Tako i Francuz Geoffroy de Villehardouin, u svojem putopisu o četvrtom križarskom ratu imenom "Slavonija" obuhvaća onu zemlju u kojoj se nalazi grad Zadar: „Zadar u Slavoniji... je jedan od najutvrđenijih gradova na svijetu... okružen visokim zidinama i visokim kulama". U studenom 1346. talijanski franjevac Niccolo de Poggibonsi se na povratku iz Jeruzalema iskrcava nakon teške oluje "u jednoj slavonskoj luci" i upućuje se prema Poreču u Istri; naposljetku on zapisuje da je stigao "u porečku luku u Slavoniji", odakle odlazi za Veneciju.
Glavna područja nastanka srednjovjekovne hrvatske države bila su na području rimske provincije Dalmacije, pa se u međunarodnim odnosima to ime upotrebljavalo i dalje: na sličan se način koristilo u Europi razne stare rimske/latinske nazive i za druge dijelove tog starog carstva, barem u pisanju - naime je jezik pisane europske kulture stoljećima u prvom redu bio latinski, kao službeni jezik tog starog carstva. 925. godine piše papa Ivan X. pismo u kojemu o vremenu i zemlji u kojima vlada Tomislav kaže: “Consulatu peragente in provincia Chroatorum et Dalmatiarum finibus Tamislao rege (za vrijeme obnašanja konzulata /vladanja/ kralja Tomislava u pokrajini Hrvata i u krajevima Dalmacijâ)." U ugarskim kronikama iz doba vladavine kralja Salomona (1063.-1074.) se naziva Zvonimira "kraljem Dalmacije".
Izuzev područja rimske provincije Dalmacije, obuhvaćala je hrvatska država i dio područja obližnje rimske provincije Panonije: za područja na jugozapadu nekadašnje provincije Panonije, od planine Gvozd (južno od današnjeg Karlovca) do rijeke Drave ustalio se u Mađara (tj. u zajedničkoj Ugarsko-hrvatskoj Kraljevini) početkom 13. stoljeća ime "Slavonija" (riječ je o području koje se protezalo prema zapadu i jugu znatno dalje od područja koja danas zovemo Slavonijom). To područje sjeverno od Gvozda (Gábor Szeberényi 2017. godine nalazi dovoljno argumenata da tu planinu - do koje se prostirala Slavonija kao državna pokrajina u Ugarskoj i Zagrebačka biskupija kao crkvena jedinica identificira s Malom Kapelom),  te dalje u međurječju Save, Drave i Dunava, kao i neke dijelove južno od rijeke Save, biti će podčinjeno od 11. stoljeća izravno kralju Ugarske, te njegovo plemstvo nije bilo dijelom sabora Hrvatske (Dalmacije). Međutim je to plemstvo unutar Ugarskog kraljevstva imalo zasebni status - sličan statusu plemstva u Transilvaniji - a u pravnom smislu  to područje (na kojemu i nisu živjeli Mađari, niti se govorilo mađarski) nikad nije do kraja ustrojeno po ugarskom obrascu. Obzirom da je pokrajina imala slavensko stanovništvo, nazivalo se "Slavonija". Jedino u toj pokrajini se ubirala kunovina - porez u kunovim kožicama. Ugarski kraljevi se upravu cijelog tog područja povjeravali banovima - koji se hrvatski državni naziv nije koristio u drugim dijelovima Ugarske. Bio je običaj da ugarski prjestolonasljednik s titulom hercega upravlja kako Slavonijom, tako i Hrvatskom i Dalmacijom. Slavonija se poklapala s područjem Zagrebačke biskupije, osnovane u 11. stoljeću, te o njoj ima dosta vijesti u mađarskim povijesnim izvorima i izvorima koji govore o Ugarskoj.
Pokrajine hrvatskog kraljevstva su se nazivale "banovine", od kojih je u najstarije vrijeme ona smještena u sjevernoj Dalmaciji i Lici nosila naziv "Hrvati" ili "Hrvatska": ona je predstavljala izvorno područje vlasti dinastije Trpimirovića i izvorno područje većine hrvatskih plemićkih rodova. Nakon što su u vrijeme turskih osvajanja od svih banovina izvan dosega otomanske vlasti ostali još samo dio Slavonije i još manji dio  Hrvatske, ti su preostali dijelovi bili objedinjeni pod nazivom "Hrvatska i Slavonija" (znatna većina tog područja je u ranijim razdobljima bio dio povijesne banovine Slavonije): 1558. godine više nema zasebnih banovinskih sabora nego ostaje samo jedinstveni sabor Hrvatske i Slavonije. Hrvatsko plemstvo - koje se u znatnom dijelu povlačilo iz područja koja su padala pod Turke i koncentriralo se na preostalim hrvatskim područjima pod kršćanskom vlašću - imalo je jasne pretenzije na oslobađanje što većeg dijela ranijih svojih teritorija, pa se službeno počeo koristiti naziv "Kraljevina Hrvatska, Dalmacija i Slavonija". Takvim su nazivom bili obuhvaćeni kako dijelovi bivše provincije Panonije ("Slavonija") tako i dijelovi rimske provincije Dalmacije koji su predstavljali povijesno područje starog Hrvatskog kraljevstva. Iz prve polovice 17. stoljeća imamo u nekoliko primjera do danas očuvanih (na grobu bana Tome Erdödyja, u grbu obitelji Budor iz 1610., na taliru Cara Matije II. iz 1613.-1616.) zajedničkih grbova Hrvatske, Slavonije i Dalmacije. 
Nakon što je u Velikom turskom ratu 1683.-1689. oslobođeno od vlasti Otomanskog Carstva široko područje između rijeka Save, Drave i Dunava, uvriježilo se za ta novooslobođena područja koristiti naziv "Slavonija", a za županije u nekadašnjem zapadnom dijelu Slavonije (koje se nisu bile našle pod turskom vlasti) se počelo sada koristiti naziv "Hrvatska".
Kako je u rimskom razdoblju postojala (prije osnivanja Dalmacije i Panonije) pokrajina Ilirija ("Iliria", "Illirycum"), koristio se za hrvatska područja i taj naziv; ali ne u nazivima državnih institucija - sve do Napoleonovih Ilirskih provincija s početka 19. stoljeća. Nakon što je tijekom Hrvatskog narodnog preporoda osnovana 1841. god. Ilirska stranka, zabranjuju habsburške vlasti 1843. godine korištenje naziva "Ilirski" i "Iliri" - koji se stanovito vrijeme promicao kao naziv za hrvatsku naciju - kao subverzivnih, a stranka je nastavila djelovati pod nazivom "Narodna stranka". Kao ime nacije se nakon zabrane ilirskog imena koristi "Hrvati". Za nacionalno područje se koristi sve više zajedničko ime "Hrvatska".
Inače se srednjovjekovni etnički naziv "Hrvati" i "hrvatski" za ime jezika koristilo i u ranijim stoljećima, diljem hrvatskog etničkog prostora. Tako se u Istarskom razvodu iz 14. stoljeća zapisuje da je taj dokument o razgraničenju općina u Istri sačinjeni od tri pisara, s verzijama na tri jezika, »jednoga latinskoga a drugoga nimškoga, a tretoga hrvackoga, da imamo vsaki na svoj orijinal pisat«. Kao naziv jezika se "hrvatski" koristi i u članku 1. Vinodolskog zakonika iz 1288. godine. Dubrovčanin Mavro Vetranović (1482.-1576) koristi kao zamjenjive nazive "hrvatski jezik" i "jezik slovinski", a splićanin Marko Marulić objavljuje 1521. spjev o Juditi "u versih harvacki složena". "Harvacki" naziva jezik kojim piše i zadarski pjesnik Petar Zoranić u svojim "Planinama" iz 1536. godine, a u Rijeci 1531. godine izlazi Misal hrvacki. Protestantski autor Stipan Konzul Istrijan prevodi 1562. god. Prvi del Novoga testamenta "u harvacki jazik iz latinskoga verno obraćeni i stumačeni". Tako je "Hrvatska" naposljetku naziv za čitavu državu Hrvata.

## Hrvatska u doba narodnih vladara (do 1102.)
Zadnjih desetljeća je provedeno više studija o genetici hrvatskog stanovništva, te iz do danas utvrđenog proizlazi da više od 78% stanovništva nosi genetiku karakteristično za populaciju koja se doselila na ovo područje pred 25 do 30 tisuća godina, tijekom kamenog doba. Glavni tijekovi tog drevnog doseljavanja išli su s područja Bliskog istoka, preko Anatolije. Iñigo Olalde i dr. na studiji ljudskih ostataka sa starih grobišta utvrđuju da na širem području Balkana do danas prevladava genetika karakteristična za populacije koje su tu obitavale još od neolitika, ali se u razdoblju od 7 do 10 stoljeća može opaziti povećavanje udjela genetike koja se može pripisati imigraciji novog, slavenskog stanovništva. Smatra se da su slavenski doseljenici postupno prihvaćali kršćanstvo počev od doseljavanja u 7., pa do 9. stoljeća - dolaze tada na hrvatska područja misionari iz Italije, ali i bizantski i franački misionari, a djeluje na slavenske stanovnike i kontakt s odranije (u manjoj ili većoj mjeri) kristijaniziranim starosjediocima; da bi u vrijeme hrvatske narodne dinastije od 9. do 11. stoljeća kristijanizacija bila planski i temeljito provedena. Napuštanje poganskog načina ukopa može se smjestiti u sredinu 9. stoljeća, ali je stanoviti sinkretizam između kršćanskih i poganskih vjerovanja potrajao duže.

### Prve hrvatske kneževine (do 925.)
Potkraj 8. stoljeća spominju se prve hrvatske države. Godine 812. Franci (Karlo Veliki) i Bizant dijele interesne sfere pa neki dijelovi Hrvatske pripadaju franačkoj, a gradovi uz more bizantskoj upravi. Posljedica te podjele je ustanak Ljudevita, kneza Posavske Hrvatske protiv Franaka i Borne, kneza Dalmatinske Hrvatske koji je podržavao Franke. Izbio je pravi rat u kome je Ljudevit odbio desetak franačkih vojski i pobijedio Bornu, kako su to ratovanje opisali suvremenici u Franačkoj kronici.
Poslije sloma Ljudevitova ustanka (822.) Posavska Hrvatska više nije ojačala. Težište hrvatske državnosti preneseno je na Primorsku ili Dalmatinsku Hrvatsku gdje su Hrvati podigli i svoje prve lučke gradove (Šibenik, Biograd, Nin), izgradili mornaricu i imali prve prijestolnice (Knin, Bijaći). Među knezovima ističu se Trpimir (845. – 864.), Domagoj (864. – 876.) i Branimir (879. – 892.). Prvi je uspješno ratovao protiv Bugara, Bizanta u Dalmaciji, doveo je benediktinski red u Hrvatsku, izdao prvu povelju u kojoj se spominje kao prvi hrvatski knez (»dux Chroatorum«). 
Drugi je u obrambenom sukobu žestoko potukao Veneciju na moru, zajedno s Francima, od Arapa osvojio Bari u Italiji, a treći, Branimir, uspostavio odlične odnose s papom Ivanom VIII. i od njega dobio 879. priznanje državne neovisnosti Hrvatske kneževine – prve u povijesti Hrvata. Ivan VIII. tijekom svojeg desetgodišnjeg pontifikata (872.-882.) razmjenjuje pisma redom s hrvatskim knezovima Domagojem, Zdeslavom i Branimirom; dodatno šalje hrvatskom narodu i svećenstvu 10 pisama. Sačuvana su i pismo kneza Branimira Papi iz 879. godine, te pismo ninskog biskupa ("biskupa Hrvata") Teodozija Papi - ovoga je Ivan VIII. pozvao da dođe primiti biskupsko posvećenje u Rim, obzirom da je Bizant kojemu su tada pripadali dalmatinski gradovi u tom času bio u crkvenom raskolu od Rima. Teodozije je doista i došao u Rim, čime je bilo naznačena ponovna uspostava crkvenog jedinstva Hrvata s Papom.
U njegovo doba su Hrvati – Neretvani žestoko porazili Veneciju i nametnuli joj danak za slobodnu plovidbu uz hrvatsku obalu. Tako su Hrvati ovladali istočnim, plovidbenim dijelom Jadranskog mora koga kasnije povijesni izvori nazivaju »našim« tj. hrvatskim morem.
Za kneza Branimira došli su u Hrvatsku svećenici, učenici slavenskih apostola Ćirila i Metoda i donijeli crkvene knjige na staroslavenskom jeziku i slavenskom pismu glagoljici. Otada se kod Hrvata na tom jeziku i pismu obavlja služba Božja, pišu crkvene knjige, pa je to početak pismenosti u Hrvata na svom jeziku i pismu. Tako su Hrvati bili jedini europski narod koji je imao svetu misu na svom, umjesto na latinskom ili grčkom jeziku. Danas su, pak, Hrvati jedini narod u Europi koji ima pravo službe Božje na dva hrvatska idioma, tj. na standardnom hrvatskom i gradišćanskohrvatskom (Burgenland) u Austriji.
Hrvatski su knezovi ostavili u kamen uklesana svjedočanstva kakvih imaju samo najstariji narodi u Europi. To su poglavito natpisi s imenima i funkcijama vladara, npr. »pro duce Trepim(ero)« – za kneza Trpimira. Branimir je ostavio više natpisa kao »dux Croatorum« – knez Hrvata, Višeslav posebnu krstionicu koja simbolizira pristupanje hrvatskog naroda rimskoj crkvi, time i zapadnoj kulturi, a uz spomenuto ima još zapisa i hrvatske kamene plastike, posebnih hrvatskih crkava (Nin) i drugdje.

### Hrvatsko Kraljevstvo (925. – 1102.)
Srednjevjekovna hrvatska država koju su uspostavili Trpimirovići s vremenom stječe međunarodni ugled i potvrđuje svoju samostalnost, te se od vremena Tomislava (oko 910. - oko 928.) za njihove vladare upotrebljava naslov "kralj" (lat. "rex"). Starija historiografija je navodila da je baš te 925. godine Tomislav bio i okrunjen; u novijoj povijesnici se navodi da o samom događaju krunidbe u povijesnim izvorima ipak nema podataka - te da predaja kako je on bio okrunjen na Duvanjskom polju za sada nije potvrđena. Već za vrijeme kralja Tomislava dolaze Hrvati u sukob s Bugarima pod Kraljem Simeonom, kao i s novopridošlim Mađarima koji vrše pljačkaške pohode na rubna područja hrvatske države; u tim se sukobima Tomislav dosta dobro drži i hrvatska država potvrđuje svoju snagu.
Za Stjepana Držislava (969.-997.) se drži da je od rimskog (bizantskog) Cara primio kraljevsku krunu i da je na početku svoje vladavine okrunjen. Kako o njegovoj vladavini govore izvori iz nešto novijeg razdoblja, postoje u znanosti stanovite nesigurnosti o njegovom tituliranju. Ipak, na nadgrobnoj ploči njegove majke Jelena (prva poimence pouzdano poznata hrvatska kraljica) u predvorju crkve sv. Stjepana na Otoku u Solinu, oslovljavaju se njen muž Mihael (Krešimir) i sin Stjepan (Držislav) kraljevskim naslovom.
Kralj Krešimir III. (1000.- oko 1030.) je u dobrim odnosima s bizantskim neprijateljima Bugarima pod Samuilom, koji mu pomažu da svrgne svojega suparnika Svetoslava Suronju; taj vojni savez ozbiljno ugrožava bizantske posjede u Dalmaciji. Uspostavlja i savez s odnedavno kristijaniziranim Ugarskim kraljevstvom pod Stjepanom I. Arpadovićem, koji mu potvrđuje pravo na Slavoniju. Nastoji vojno zauzeti neke dalmatinske gradove. Okruženi su sa svih strana zemljama koje im nisu bile sklone braća Krešimir III. (1000. – o. 1030) i Gojslav (1000. – o. 1020).

Nakon smrti cara Bazilija II. Bizantsko Carstvo slabi, pa hrvatski kralj Stjepan I. (1030.-1058.) kratkotrajno vraća Zadar u sklop hrvatskog kraljevstva. Ženi se kćerkom mletačkog dužda; međutim mu Mlečani mu ipak 1050. godine uspijevaju oduzeti Zadar.
Stjepanov sin Petar Krešimir IV. (1058.-1074.) ponovno uspostavlja vlast Hrvatske nad zaleđem Dubrovnika, a u vrijeme dok je Bizant zauzet ratovanjem s Turcima Seldžucima i Normanima, predaje Petru Krešimiru IV. vlast nad dalmatinskim gradovima.
Nakon znatnih sukoba oko nasljeđivanja prijestolja po smrti Krešimira IV., kraljem postaje Dmitar Zvonimir (1075.-1089.), koji uspješno vlada u čvrstom savezu s Ugrima, koji Hrvatskoj vraćaju Slavoniju, koja se u međuvremenu na stanovito vrijeme ponovno našla pod ugarskom vlasti. Kao vazal pape Grgura VII. upušta se 1080-ih godina Zvonimir u savezništvu s Normanima predvođenim Robertom Guiscardom u sukob s Mlečanima i Bizantom: u tom su ratu stanovnici dalmatinskih gradova prvi puta ratovali protiv svog višestoljetnog vrhovnog gospodara, Bizanta. Iz braka s Jelenom Lijepom, sestrom ugarskog kralja Ladislava, nema djece; što je dalo mjesta novim dinastičkim borbama nakon njegove smrti - koje iskorištavaju Mađari. Naposljetku će ugarski kralj Koloman (koji Ugarskom vlada od 1074. do 1116. godine) biti 17. svibnja 1102. godine u Biogradu na Moru okrunjen i za hrvatskog kralja.

## Personalna unija s Ugarskom (1102. – 1526.)

### Personalna unija i Pacta conventa (1102.)
Vlast ugarskog kralja nije nad Hrvatskom uspostavljena na način koji bi dokinuo hrvatsku državnost: hrvatsko plemstvo je s Kolomanom kao novim hrvatskim kraljem - sukladno tadašnjim europskim običajima - sklopilo savez kojim priznaju njegovu kraljevsku vlast, a on se u sklopu Pacta conventa obvezao poštivati stare povlastice hrvatskog plemstva, kao tijela odvojenog od ugarskog plemstva. Hrvatski plemići - kako oni sitni, tako i velikaši  - ostali su etnički Hrvati, sa sviješću o hrvatskoj državnosti i ustrajnom voljom da je održe. Nakon Kolomana, jedino još njegov sin Stjepan II. je zasebno krunjen za kralja Hrvatske, a potom se smatralo da primanjem krune svetog Stjepana postaje mađarski kralj ujedno i kraljem Hrvatske: stoga govorimo o Ugarsko-Hrvatskom Kraljevstvu, kao personalnoj uniji dviju kraljevina s istim monarhom. U mađarskoj historiografiji postoje različita tumačenja okolnosti da Hrvatska nije posve integrirana u Ugarsku: neki misle da je to stoga što su Arpadovići nastojali izgladiti odnose s Papama, koji su Hrvatsku smatrali svojim lenom (gdje bi hrvatski kralj bio papinski vazal); drugi veći značaj pridaju feudalnom ugovoru sklopljenom između ugarskog kralja i hrvatskog plemstva; uglavnom opažaju da je isti kraljevski dostojanstvenik dosljedno upravljao kako dalmatinskim gradovima, tako i širim hrvatskim područjima, s titulom hrvatsko-dalmatinskog bana, odnosno bana Primorja (banus maritimus) - pri čemu je razvidno da naslov "ban" dolazi iz hrvatske tradicije. Gyula Kristó iznosi da pojavljivanje banske časti u hrvatskoj upravi "ne objašnjava se etničkim razlikama, već postojanjem samostalne hrvatske države koja je starija od mađarske državnosti".
Nakon ulaska u personalnu uniju s Ugarskom, uveden je drugi tip feudalizma. S vremenom slabi značaj starih hrvatskih plemena koja su birala hrvatskog kralja, a na pozornicu značajnih plemstava izlaze hrvatske plemenitaške obitelji kao što su Frankopani i Šubići. Kasniji su kraljevi nastojali povratiti utjecaj dajući povlastice hrvatskim gradovima.
Od 1165. do 1180. god. Bizant obnavlja svoju vladavinu nad Dalmacijom i Jadranom, u tom je razdoblju bizantski vazal veliki župan Raške Stefan Nemanja koristeći se sukobima Bizanta i Ugarske uspješno osvojio dio Hrvatske". Uslijedio je Bizantsko-ugarski rat (1180. – 1185.), u kojemu ugarsko-hrvatski kralj Bela III. koristi dinastičke borbe u Bizantu; te naposljetku uspostavlja savezništvo s novim carom Izakom II. Angelom, a umjesto upliva Bizanta nad Hrvatsku i Ugarsku uspostavlja svoju hegemoniju nad Srbijom.
Zajednički su se Hrvati i Ugri odupirali svim okolnim neprijateljima, a sredinom 13. stoljeća uspjeli su preživjeti veliku tatarsku najezdu. Poslije nje počinju se graditi brojne utvrde, jača domaće visoko plemstvo i proglašavaju prvi slobodni kraljevski gradovi među kojima se sve više ističe Zagreb kao političko, crkveno i gospodarsko središte Slavonije, a od 16. stoljeća i čitave Hrvatske. Među feudalnim velikašima prednjače knezovi Krčki, kasnije nazvani Frankopanima i Šubići Bribirski, kasnije Zrinski. Babonići su vladali Slavonijom, dok su bribirski kneževi iz loze Šubića stekli su najveći utjecaj, vladajući nad velikim dijelom Hrvatske, Dalmacije i Bosne. Njihovi veliki vlastelinski posjedi u južnoj Hrvatskoj, prave države, bili su gotovo neovisni od kralja, često su baš oni odlučivali o sudbini Hrvatske i čitavog kraljevstva. Ugarsko-hrvatska država bila je vrlo značajan faktor na prostoru između Rimsko-Njemačkog Carstva i Bizanta i konkurent ojačaloj Veneciji na moru. 
1204. godine Venecija razrješava svoje već desetljećima loše odnose s Bizantom tako da angažira križare koji kreću u Četvrti križarski rat da Ugarsko-hrvatskom kraljevstvu - nakon opsade i pljačkanja grada - oduzme Zadar, te potom osvajaju sam Konstantinopol. Nakon toga, na istočnim obalama Jadrana su takmaci Venecija i Ugarska - Bizant u Dalmaciji više ne sudjeluje.

Krajem 13. i početkom 14. stoljeća Šubići uspostavljaju dominaciju nad Hrvatskom izuzev Slavonije (područja sjeverno od Save), te su do 1322. nasljedni hrvatski banovi. Osloncem na rudnike srebra u Bosni kuju čak i vlastiti novac. Ugarski kraljevi uspijevaju suzbiti Šubiće porazivši ih vojno uz potporu Šubićima nezadovoljnih hrvatskih plemića u bitci kod Blizne 1322 god. i davši im 1347. godine u zamjenu za posjede u Bribiru i drugim krajevima uz more posjede Zrin, Pedalj i Stupnicu u Pounju, ali Bosanska Banovina - uvelike osloncem baš na prihode od rudnika srebra - postaje od 1377. do 1463. godine Bosanskim Kraljevstvom, koje će obuhvatiti i najvažnija hrvatska područja u čitavoj današnjoj Dalmaciji.
Pored mnogih drugih velikaških obitelji našli su se na udaru kralja Ludovika i hrvatski Nelipići; a vodio je Ludovik i čak 3 rata s Venecijom za vlast nad dalmatinskim gradovima.  Zadarskim mirom 1358. odbacio je Mlečane s istočne obale Jadranskog mora i uzeo u zaštitu hrvatski Dubrovnik, tada trgovačkog konkurenta Venecije. Ratovao je sa Srbima oko Huma, a zatim prisilio bosanskog vladara Tvrtka I. Kotromanića da mu vrati krajeve koje je uzeo Stjepan II. Kotromanić (Završje, Hum). Ludovik je postao i kraljem Poljske pa se njegova vlast protezala od Baltičkog do Jadranskog mora.
Od 12. stoljeća sve se više pod vlašću hrvatsko-ugarske krune utvrđuje istočna granica kao vazalna banovina, potkraj 14. stoljeća, pod Tvrtkom I., a širenjem granica na okolne kraljevine izvan hrvatsko-ugarske države se proziva i kraljevinom (1377.), iako potvrdu tog naslova neće dobiti do 1461.  Uspostavu novog kraljevstva na rubnom području ugarske dominacije omogućile su krize u samoj Ugarskoj: nakon kraja dinastije Arpadovića, dolazi ondje 1301. na vlast strana dinastija - Anžuvinci -  1300. godine Mladen I. Šubić odlazi u Napulj kako bi za ugarsko-hrvatskog kralja doveo Karla Roberta, sina Karla Martela iz dinastije Anjou. Karla Martela slavonski plemići iz Zagreba prate u Ostrogon u Ugarskoj gdje biva okrunjen za kralja krune sv. Stjepana: Anžuvinci će na hrvatsko-ugarskim prijestolju biti od 1301. do 1409.
Poslije Ludovikove smrti (1382.) nastupilo je razdoblje feudalne anarhije, koja će potrajati četrdesetak godina. Protiv tzv. ženske vlade Ludovikovih nasljednika, koji također žele vladati centralistički, digli su se Hrvati, tri brata Horvata i Ivan Paližna i počeli protucentralistički pokret uz pomoć bosanskog kralja Tvrtka I. koji te borbe koristi za proširenje svoje vlasti. Međutim, to nastoje iskoristiti i Turci-Osmanlije koji se poslije poraza srpske vojske na Kosovu 1389. sve više ubacuju u Bosnu, a s mora prijete Mlečani, koji žele poništiti Zadarski mir iz 1358. godine.
Kad je ženidbom 1387. postao hrvatsko-ugarskim kraljem Sigismund (Žigmund) Luksemburgovac, a 1391. umro Tvrtko I., bosanski (zapravo hrvatski: bili su tamošnji velikaši iz reda starog hrvatskog plemstva) otpor bio je osuđen na propast. Braću Horvate je potukao Žigmund kod Dobora u Bosni 1394. i ponovno 1408. porazio bosansku vojsku na istom mjestu. Uzalud je hrvatski velikaš Hrvoje Vukčić Hrvatinić pozivao Turke da brane Bosnu i pobijedio Žigmundovu vojsku 1415. kod Doboja. Osmanlije su to iskoristile i prodrle prvi put čak do Celja u Štajerskoj pljačkajući putem čitavu Hrvatsku.
Pred nadirućim Osmanskim carstvom, mlado Bosansko Kraljevstvo pada 1463. godine, a Hrvatska - kao i Ugarska - dolazi u izrazito tešku poziciju, koju kralj Matijaš Korvin nastoji popraviti potiskujući Turke iz krajeva nedavno osvojenih Bosanskog Kraljevstva i Srpske Despotovine (1402.-1459.). Već 1463.-1464. osvaja područja oko Jajca i osniva ondje vojno uređenu Jajačku Banovinu, potom daljim naporima potiskuje Osmanlije osnivajući redom Srebreničku, Šabačku (1476. god.), Beogradsku i (istočno od Beogradske) Severinsku banovinu. Međutim utvrde u tim banovinama nisu uspijevale do kraja spriječiti vrlo česte turske vojne upade i pustošenja dublje u Hrvatskoj. 1512. godine pada Srebrenička banovina, 1513.-1514. god. Karin i Korlat u sjevernoj Dalmaciji, 1521. Šabac i Beograd, 1522. god. Knin. Uoči Mohačke bitke 1526. god. u Dalmaciji su pod vlašću ugarsko-hrvatskog kralja još samo Obrovac i Klis, bivaju uglavnom osvojena područja u Pounju, na području Jajačke banovine ostaje tek ponešto teritorija. Hrvatska trpi tako teške teritorijalne i ljudske gubitke da sami hrvatski plemići sebe zovu "predstavnicima nesretne kraljevine Hrvatske" ("infelix regnum Croatiae representantes") i "ostacima plemstva naše Kraljevine Hrvatske ("reliquia nobilium Regni nostri Croatiae"). Od 1522. god. šalje Ferdinand I. Habsburški vojne postroje iz susjednih svojih zemalja, da pomognu obrani Hrvatske - a u svrhu obrane Kranjske, Koruške i Štajerske od turskih provala. Venecija procjenjuje da će svoja područja uz Jadran najbolje održati pomažući ugarsko-hrvatskom kralju da brani svoje područje od Turaka, te tijekom ratnih događanja od lipnja 1501. do ožujka 1503. isplaćuje Vladislavu II. oko 124.000 dukata; i nakon sklapanja mira s Turcima obvezuje se plaćati ugarsko-hrvatskom kralju 30.000 dukata godišnje, uz jedinu obvezu kralja da od Turaka brani područje vlastite države.
Kraj 15. i početak 16. stoljeća uz vojne, gospodarske i demografske gubitke, Hrvatska ipak ostaje uključena u europske kulturalne trendove toga doba.  Tiskanjem na hrvatskom jeziku (uključivo glagoljskih knjiga) i u Hrvatskoj uključuje se Hrvatska već rano u značajnu tiskarsku tehnologiju: u Kosinjskoj tiskari se 1483. god. tiska Misal po zakonu rimskog dvora na glagoljici. Marko Marulić je sa svojim "Institucijama" (1506.) i "Evanđelistarom" (1516.) među najzapaženijim europskim piscima svojega doba. U teškim situacijama u kojima se stanovništvo preseljavalo, a održavanje starih načina života je postalo teško izvedivo, prihvaćali su se spremno novi kulturalni trendovi iz Europe.

Zadnje dijelove svojega teritorija uz samu zapadnu granicu Kraljevine uspijeva hrvatsko plemstvo održati uz pomoć iz obližnjih dijelova Svetog Rimskog Carstva (njemačke narodnosti): od katastrofalnog poraza u Krbavskoj bitci 1493. do pobjede u Sisačkoj bitki 1593. traje Stogodišnji hrvatsko-turski rat u kojem je "ostatak ostatka" Hrvatske - uz znatnu, ali ne uvijek stabilnu pomoć s područja današnje Slovenije i Austrije - ipak opstao kao dio kršćanskog Zapada.

Na području južne Dalmacije koju su izvori nazivali i Crvenom Hrvatskom nastaje, jača, širi se trgovinom i pomorstvom potpomognuta još jedna hrvatska državica. To je Dubrovačka Republika, koja nastaje na mjestu antičkog Ragusija. Stoljećima ona priznaje vrhovnu vlast Bizanta, hrvatsko-ugarske krune i od 16. stoljeća Osmanskog Carstva. Za svoju slobodu i trgovinu od Mediterana do Britanije Dubrovčani plaćaju godišnji danak. Dubrovnik kao grad-država je važno središte, zapravo žarište hrvatske kulture, književnosti, umjetnosti, pa je zato kasnije slikovito nazivan »hrvatskom Atenom«.
Od 1458. do 1490. Hrvatskom i Ugarskom vlada kralj Matijaš Korvin, koji je uz podršku Svete Stolice sklopio s bosanskim kraljevima savez protiv Osmanlija. Međutim, u ljeto 1463. sultan Mehmed II. prodire u Bosnu, a kako joj Matijaš nije mogao tada pomoći, Bosna je »šaptom pala«, tj. bez otpora. Već u jesen kralj Matijaš prodro je do Jajca, oslobodio nekoliko gradova. Opet je obnovio obrambeni sustav, tzv. banovine, Jajačku uz rijeku Vrbas i Srebreničku u istočnoj Bosni. U dolini Neretve Hrvatsku je branila utvrda Počitelj. Budući da su Osmanlije već 1393. osvojile Bugarsku, 1453. zauzele Carigrad, 1459. Srbiju, na redu su tada bile Hercegovina, Hrvatska i Ugarska.

### Stogodišnji hrvatsko-turski rat (1493. – 1593.)
U drugoj polovici 15. stoljeća nastavljaju se stalni napadaji Osmanlija iz okupirane Bosne prema Hrvatskoj. Njih, zapravo, vode pretežito domaći, islamizirani begovi od kojih su mnogi donedavno bili katolicima. Bio je to stalni mali rat na granici koga vode Turska i Hrvatska. Tako su već 1465. oni osvojili Blagaj na Buni, nekoć grad hrvatskih velikaša Babonića i sjedište hercega Hrvoja Vukčića Hrvatinića. Godine 1471. zauzimaju Počitelj na Neretvi, a 1482. pada i Herceg-Novi, posljednji slobodni dio Hercegovine. Uzalud je Nikola Iločki, hrvatski velikaš imenovan za kralja Bosne (1471.), a kralj Matijaš Korvin 1480. prodro u Bosnu čak do Sarajeva. 
U tim teškim vremenima Hrvati su uspjeli 1491. pobijediti tursku vojsku koja se vraćala s pohoda u Kranjskoj. Ali sve je izgledalo izgubljeno kad je hrvatsko plemstvo 1493. teško potučeno na susjednom Krbavskom polju. Međutim, poraz Hrvata na Krbavi bio je najava i početak stogodišnjeg obrambenog rata u kome su Hrvati hrabro branili svaku stopu svoje zemlje. I dok su Osmanlije od 1453. do 1482. osvojili Carigrad, srušili Bizantsko Carstvo i pokorili brojne kraljevine, Hrvati su u stotinu godina izgubili pedesetak kilometara u dubini svoga prostora. Sačuvali su uski pojas svoje države koji su sami nazvali »ostatcima ostataka« nekoć slavnog hrvatskog kraljevstva.

### Na braniku srednje Europe – predziđe kršćanstva
Hrvatski sabor se 1494. sastao u hrvatskom gradu Bihaću i zamolio njemačko-rimskog cara Maksimilijana i papu Aleksandra VI. za pomoć u obrani, jer će se, u protivnom morati Hrvati iseliti ili nagoditi s Turcima. Pomoć koja je stizala nije bila dovoljna. Ali, rat je nastavljen, osobito kad je hrvatskim banom postao Petar Berislavić. On je 1513. uz Papinu pomoć potukao tursku vojsku kod Dubice i tako dao nove nade. To je ponovio i 1518. kad je s vojskom prodro do hrvatskog Jajca i opskrbio ga živežom i streljivom. Isto je učinio i iduće godine, a 1519. je papa Lav X. dao Hrvatskoj častan naziv predziđa kršćanstva (Antemurale Christianitatis). Međutim, iduće godine je Berislavić, koga su nazivali ocem i braniteljem domovine, poginuo u turskoj zasjedi na »Vražjoj gori« (Plješivici).

### Osmanlijska osvajanja i Mohačka bitka (1526.)
Od 1521. do 1566. kad je vladao sultan Sulejman II. doživljavale su i Hrvatska i Ugarska najteže poraze u svojoj povijesti i redom gubile brojne gradove i pokrajine. Najprije je 1521. pao Beograd, tada ugarski grad, nazvan slikovito »zlatnim ključem, Ugarske«, a također i Hrvatske i Slavonije. Osmanlije zauzimaju Srijem, a njihove snage iz Bosne nadiru u Dalmaciju i osvajaju Knin, Sinj i Skradin.
Uzalud je 1522. knez Bernardin Frankopan Ozaljski u Nürnbergu molio pomoć od njemačkog državnog sabora, ona nije stizala. Godine 1525. njegov je sin Krsto Frankopan posljednji put spasio Jajce od pada u smionom pohodu kome se divila ondašnja Europa.
Poslije Hrvatske na red je došla Ugarska. Sultan Sulejman II. poveo je glavninu svoje vojske preko Vukovara i Osijeka na sjever. Sagradili su poznati most na Dravi i preko njega usmjerili svoje napadaje prema habsburškom Beču. Kralj Ludovik II. Jagelović se slabo priredio za obranu, primio je samo pomoć iz Slavonije, a hrvatsku vojsku nije čekao, nego je ušao u boj i doživio 1526. strahoviti poraz kod Mohača na Dunavu. Poslije te katastrofe, koja je značila slom Jagelovića i preustrojstvo hrvatsko-ugarskog kraljevstva, Osmanlije su imale otvoren put prema Budimu i Beču. I Hrvati i Ugri su se nakon toga okrenuli svaki posebno za pomoć Europi. Prva na tom smjeru bila je habsburška Austrija iza koje je stajalo Sveto Rimsko Carstvo, također pod Karlom V. Habsburškim.

## Među zemljama Habsburške krune (1527. – 1790.)

### Izbor Habsburgovaca za hrvatske kraljeve (1527.)
Ugarsko-Hrvatsko kraljevstvo nakon katastrofalnog poraza u Mohačkoj bitci (1526.; u bitci je poginuo i kralj Ludovik II., zadnji Jagelović) nema više snage da se samostalno brani od Osmanskog Carstva, kao što su to Hrvati i Ugri u prethodnih stotinjak godina činili u primjerice u pobjedonosnoj Bitki kod Beograda 1456. godine, ali i u porazima u Bitki kod Nikopolja (1396.) i Drugoj kosovskoj bitki 1448.
I nakon što su dobili pomoć od Ferdinanda I. Habsburškog (češkog kralja i austrijskog nadvojvode, koji će poslije postati carem Svetog Rimskog Carstva) koji je 1526. godine primio ugarsko-hrvatsku krunu svetog Stjepana, nastavlja se teško ratovanje na područjima Mađarske i Hrvatske. Iste 1528. godine kada Turci osvajaju Jajce i Banja Luku, pada i Obrovac. 
Slavonski staleži su su se na svojem saboru održanom 23. rujna 1526. godine u Koprivnici odlučili staviti pod zaštitu austrijskog nadvojvode Ferdinanda, koji je zatim s knezom Krstom Frankopanom potpisao ugovor u kojemu pristaje braniti hrvatske prostore uz priznavanje postojećih povlastica hrvatskog plemstva. Potom je 31. prosinca 1526. godine hrvatski sabor u Cetinu uz prisustvo austrijskih predstavnika donio odluku da se izabere Ferdinanda za hrvatskog kralja a njegovu suprugu Anu za kraljicu "cijele Kraljevine Hrvatske"; odluka je proglašena prigodom svečane mise na samu Novu godinu 1527. Cetingradska povelja, koju su tom prilikom potpisali hrvatski velikaši i predstavnici Ferdinanda Habsburškog (Pavao Oberstain, Nikola Jurišić, Ivan Katzianer i Ivan Pichler) predstavlja jedan je od najvažnijih dokumenata u povijesti hrvatske državotvornosti ; pohranjena je u Austrijskom državnom arhivu u Beču. Povelju su svojim pečatima dodatno potvrdili kninski biskup Andrija Tuškanić, Ivan IV. Karlović Krbavski, Nikola III. Zrinski, Juraj III. Frankopan, Vuk I. Frankopan i Stjepan IX. Blagajski. Na sredini se nalazi pečat Kraljevine Hrvatske sa 64 šahirana polja.
Dio slavonskog plemstva bira kao i dio ugarskog plemstva za svoga kralja erdeljskog vojvodu Ivana Zapolju. Zbog toga izbija građanski rat koji će potrajati sve do Zapoljine smrti 1540. godine.  
Turci 1532. godine prema Beču: zaustavio ih je kod Kisega u zapadnoj Ugarskoj Hrvat Nikola Jurišić.
1537. osvajaju Turci Klis, 1538. Nadin. U Slavoniji, 1536. osvajaju Osmanlije (Slavonski) Brod, Požegu i Novu Gradišku, 1543. Našice, Orahovicu, Valpovo i Pakrac, 1545. dio Moslavine (s Garićkim brdima), 1552. godine Čazmu. 1578. god. je granica s Une pomaknuta na rijeku Kupu. Površina Hrvatske biti će svedena na 16.800 km2. Tek će 1593. god. biti Turci teško poraženi u Bitki kod Siska: teški rat će nakon toga potrajati čak 14 godina, ali su glavna ratna događanja odvijati uglavnom u Mađarskoj: nakon 1593. godine Hrvatska više ne gubi teritorije, nego ih postupno vraća.
Na strani Habsburgovaca su hrvatske i mađarske vojske izuzev protiv Turaka morale ratovati i drugdje u Europi, a propust Leopolda I. Habsburškog da pobjedu nad Turcima u Bitci kod sv. Gottharda (na austrijsko-mađarskoj granici) 1664. iskoristi za oslobođenje mađarskih i hrvatskih područja i njegova istodobno provođenje (u Europi toga doba moderne) apsolutističke i centralističke politike potaknuli su ugarske i hrvatske velikaše da pokrenu Zrinsko-frankopansku urotu (1664.-1671.) s ciljem oslobađanja Ugarsko-hrvatskog kraljevstva od habsburške vladavine; umjesto kraja habsburške vlasti nastupio je kraj vodećih hrvatskih velikaških kuća Zrinskih i Frankopana; što će značajno oslabiti hrvatsku državu i kulturu, oko kojih su Zrinski i Frankopani uzorno nastojali. Habsburgovce nije s vlasti u Mađarskoj i Hrvatskoj uspio svrgnuti ni ustanak kojega je u Mađarskoj kasnije pokrenuo unuk (te, in spe, nasljednik) Petra Zrinskog Franjo II. Rákóczy (1703.-1711.) 
Nakon što povijesna vrela bilježe u razdoblju od 1273. god. zasjedanja Slavonskoga sabora (Congregatio regni Slavoniae) koji je okupljao plemstvo s posjedima na hrvatskom sjeveru, a za krajeve južno od Gvozda se plemstvo okuplja u Hrvatskom saboru (Congregatio regni Croatiae) održanom 1351. u Podbrižanima u Ličkoj županiji, ta dva sabora prvi put zajednički zasjedaju 1533. Od 1557. Sabor djeluje kao jedinstveni Hrvatsko slavonsko dalmatinski sabor.

### Između osmanlijske agresije i mletačke ekspanzije
Hrvati su u Habsburškoj Monarhiji sačuvali svoju samoupravu, tj. Sabor kao predstavnika državno-pravne individualnosti hrvatskoga kraljevstva, bana na čelu vlade, ali su u stalnim ratovima izgubili veliki dio svoga povijesnog, nacionalnog teritorija, osobito u istočnoj Slavoniji i Podunavlju, južnu Dalmaciju, Liku, Krbavu i svoje bivše prijestolnice npr. Knin. Venecija je zaposjela gradove Split, Zadar, Šibenik i druge pa je slobodan bio samo Dubrovnik, ali je i on 1526. morao priznati osmanlijsku vrhovnu vlast i plaćati godišnji danak. Hrvatska je tada, skupa s Ugarskom, bila predstraža, branič srednje Europe, a jedan dio njenog teritorija na granici bio je izuzet iz banske vlasti i od njega uređene obrambeni kordon prema okupiranoj Bosni, nazvan Vojnom krajinom, ili granicom pod izravnom vojničkom upravom iz Graza i Beča. 
Na stotine tisuća Hrvata odveli su Turci i prodali kao roblje na Istoku, isto tako je velik broj Hrvata pobjegao u austrijske zemlje: u Ugarsku, Italiju, Češku pa i danas tamo žive njihovi ostatci kao gradišćanski, mađarski, slovački, moravski, rumunjski i talijanski (Molise) Hrvati. Na njihova ognjišta su najprije Osmanlije, a zatim generali Vojne krajine naselili na tisuće neslavenskih Vlaha-stočara i mali broj Srba. Tako je Hrvatska izgubila i dijelove teritorija i vise od polovice svog stanovništva. Bivši dijelovi hrvatskog teritorija pripadali su tada trima velesilama toga doba, habsburškoj Austriji, zatim dio koji su zauzeli Osmanlije i obalni pojas na kom su gospodarili Mlečani. Dakle, hrvatski državni teritorij bio je pod upravom Carigrada, Venecije i Beča, koji je putem svojih generala upravljao Vojnom krajinom, ali je Hrvatskoj ipak priznavao status kraljevine.

### Nastavak Stogodišnjeg rata – Sigetska bitka (1566.)
Habsburgovci su skupili veliku vojsku i 1537. nastojali osloboditi Slavoniju, ali je njihov vojskovođa Ivan Katzianer teško potučen kod Gorjana. Osmanlije nastavljaju prodore i do 1552. osvajaju Moslavinu, Viroviticu, Čazmu i dolaze do najzapadnije točke, do rijeke Česme. Tu se granica stabilizirala. Hrvati podižu za obranu utvrdu Sisak, a na moru se u Senju utvrđuju uskoci koji su napustili Klis.
Godine 1556. su Turci-Osmanlije zauzeli Kostajnicu, nazvanu vratima Hrvatske. Hrvatska u idućih dva desetljeća gubi Banovinu i umjesto Une posljednja crta obrane prelazi na Kupu gdje dominira utvrda Sisak.
U tim protuturskim ratovima svu težinu borbe nosili su hrvatski plemići i velikaši, poglavito Zrinski, Frankopani, Erdődyji i drugi. Oni su svojom upornošću i junaštvom često iznenađivali i tursku i austrijsku stranu i postizali zapažene pobjede koje su davale snagu za nove borbe. Međutim, junački otpor Nikole Šubića Zrinskog u Sigetu (u Ugarskoj) kada je 1566. zadržao i iscrpio golemu osmanlijsku silu i spasio Beč, zadivio je tadašnju Europu. Stoga je dobio laskavi naziv »hrvatskog Leonide«, a danas ga i Hrvati i Mađari smatraju svojim nacionalnim junakom.

### Ostaci ostataka i slom Osmanlija kod Siska (1593.)
Godine 1573. na susedgradsko-stubičkom vlastelinstvu zbog povećanje renti i terora Franje Tahija, izbila je seljačka buna pod vodstvom Matije Gupca, koja je ugušena u krvi.
Bosanski sandžak-beg Ferhad paša počeo je s osvajanjem krajeva između Une i Kupe i u porječju rijeke Gline. Pobijedio je kod Budačkog 1575. pa 1577. zauzeo hrvatske gradove – utvrde: Kladušu, Ostrožac i Zrin, a odmah zatim i Gvozdansko. To je upravo onaj prostor koji se najviše usjekao u središnju Hrvatsku u smjeru Karlovca koji je za obranu odmah zatim podignut. U hrvatskim rukama ostao je u pozadini još samo Bihać s okolicom.
Ipak, od 1584. je i hrvatska vojska dobila nekoliko bitaka i najavila konac osmanlijske osvajačke plime. Kad je 1580. Bosna postala pašalukom, Osmanlije se nastoje proširiti i dalje na hrvatsko tlo. To je pokušao islamizirani Hasan-paša Predojević, koji je odlučio zauzeti Sisak, tada ključ Hrvatske. Najprije je osvojio Bihać, a zatim podigao na Kupi novu Petrinju, da bi zaobišao Sisak. Preostalih 16.800 km2 teritorija nazvano je »ostacima ostataka nekad slavnog hrvatskog kraljevstva« (reliquiae reliquiarum olim inclyti regni Croatiae). 
Ipak, Predojević nije uspio uzeti Sisak ni 1592., ni 1593., nego je, naprotiv, doživio sa svojom velikom vojskom katastrofalan poraz na ušću Kupe u Savu, na sisačkom otoku. Bila je to dotad najveća pobjeda kršćanske vojske i godina propasti za Turke-Osmanlije, poglavito islamizirane Bošnjane, a najveći uspjeh hrvatskog bana Tome Erdődyja koga je slavila čitava katolička Europa. Sisak je tada spasio srednju Hrvatsku, poglavito Zagreb od osvajanja i presijecanja njena teritorija.

### Postanak Hrvatsko-slavonske Vojne krajine (16. st.)
Za obranu Hrvatske i Slavonije od stalnih osmanlijskih upada ustrojene su kapetanije u Senju, Ogulinu, Bihaću, Hrastovici, Žumberku, Ivaniću, Križevcima i Koprivnici i tako je pokriveno područje od mora do Drave. Dok su Hrvati za obranu utvrdili Sisak, Habsburgovci su za te svrhe izgradili Karlovac (1579.). Sve kapetanije u Hrvatskoj uskoro su se uredile kao Karlovačka ili Hrvatska krajina, a u Slavoniji kao Varaždinska krajina. Njihovu upravu i financiranje preuzeli su izravno Habsburgovci, a njihovi generali su upravljali njima iz Graza, a kasnije iz Beča. Bio je to čitav niz, pravi sustav vojničkih utvrda, stražarnica (čardaka) koje su imale obrambenu, ali i dojavnu službu. Isto je uređeno i u južnoj Ugarskoj i Erdelju.
Između Hrvatske i Slavonske krajine, u Pokuplju, ostavljen je pojas utvrda pod izravnom vlašću hrvatskog bana pa je stoga nazvan Banskom krajinom ili danas Banovinom. Kasnije su tu postojale pukovnije ili regimente Glina i Petrinja. Osnovni problem Vojne krajine bilo je financiranje, naoružavanje, ali i naseljavanje pustih područja. Budući da je vojničko-krajiška uprava ta područja izuzela, točnije otela iz vlasti hrvatskog Sabora i bana, ona je od kraja 16. i tijekom 17. stoljeća tu naselila Vlahe kojima je morala dati neke privilegije, npr. 1630. tzv. Vlaški zakon za Varaždinsku krajinu. Vlasi, koji su bili nomadi, pravoslavne vjere, često su se bunili, a austrijska ih je uprava koristila i za pritisak na Hrvate koji su nastojali sačuvati svoja staleška prava. Budući pokušaji s prelaskom Vlaha na grkokatoličku vjeru nisu uspjeli (unija), te da se oni nisu uklopili u hrvatsko društvo, ostali su, strano tijelo na području hrvatske države.

### Urota i smaknuće Zrinskog i Frankopana (1671.)
Poslije turskog poraza pod Siskom nastavljen je dugogodišnji rat između Habsburgovaca i Osmanlija u kome su djelatno sudjelovali i Hrvati pod svojim banovima. Prvi put su kršćanske snage održale ravnotežu, izborile nekoliko pobjeda, a Žitvanskim mirom 1606. Hrvatskoj su vraćeni Čazma, Petrinja i Moslavina. Počelo je povlačenje Bošnjana i regresija osmanlijskih napadaja. Bio je to, ujedno, znak Vlasima, koji su dotada masovno sudjelovali u njihovim pohodima, da napuste stranu koja je počela gubiti i počnu brojnije seliti na kršćansku, habsburšku stranu, na hrvatski povijesni prostor.
Zatišje na istočnoj granici iskoristili su Habsburgovci za ratove u Europi gdje su morali sudjelovati hrvatski plemići, vojnici i krajišnici, u Tridesetogodišnjem ratu od 1618. do 1648. godine. Tu su se istaknuli posebice braća Zrinski, tada najmoćniji hrvatski velikaši i hrvatski banovi. Oni su, kao i čitava Hrvatska, zahtijevali ofenzivu na istoku i vraćanje još uvijek okupiranih hrvatskih prostora. Propust Leopolda I. Habsburškog da pobjedu nad Turcima u Bitci kod sv. Gottharda (na austrijsko-mađarskoj granici) 1664. iskoristi za oslobođenje mađarskih i hrvatskih područja i njegova istodobno provođenje (u Europi toga doba moderne) apsolutističke i centralističke politike potaknuli su ugarske i hrvatske velikaše nakon sklapanja mira u Vašvaru da pokrenu Zrinsko-frankopansku urotu (1664.-1671.) s ciljem oslobađanja Ugarsko-hrvatskog kraljevstva od habsburške vladavine; umjesto kraja habsburške vlasti nastupio je kraj vodećih hrvatskih velikaških kuća Zrinskih i Frankopana; što će značajno oslabiti hrvatsku državu i kulturu, oko kojih su Zrinski i Frankopani uzorno nastojali. Habsburgovce nije s vlasti u Mađarskoj i Hrvatskoj uspio svrgnuti ni ustanak kojega je u Mađarskoj kasnije pokrenuo unuk (te, in spe, nasljednik) Petra Zrinskog Franjo II. Rákóczy (1703.-1711.)  

### Oživjela Hrvatska i mir u Srijem. Karlovcima (1699.)
Osmanlije su posljednji put 1683. skupile golemu vojsku i opkolile Beč, ali su ga ovaj put spasili Poljaci. Turska vojska se povlačila u neredu, a za njom su nastupili Austrijanci, Mađari, Hrvati i drugi. Počeo je veliki rat za oslobođenje u kojem je sudjelovao čitav hrvatski narod pa je u idućih 15 godina oslobođena čitava Slavonija, Banovina, Lika, Gacka i Krbava. Pojedini su vojskovođe izveli prodore do Sarajeva u Bosni, te čak do Skopja, ali su se morali povući zbog francuskih napadaja na habsburške posjede u Njemačkoj. Unutar bivših osmanlijskih posjeda buknuli su ustanci pokorenih naroda, brojnih hajdučkih družina, a izvana je napredovala hrvatska i carska vojska. 
U tim borbama istaknuli su se u Slavoniji franjevac Luka Ibrišimović i u Lici svećenik Marko Mesić. Oni su vodili ne samo ustanak, nego okupljali i naseljavali narod na oslobođena područja. Prema prvom povoljnom, zapravo pobjedničkom, miru u Srijemskim Karlovcima 1699. oslobođena je čitava Ugarska. Hrvatska vojska je vratila okupirani dio Slavonije i Srijema, kao i prije spomenuti banovinsko-lički prostor. Hrvatska, koja je osmanlijskim osvajanjima privremeno izgubila četiri petine svoga povijesnog teritorija povećala se tada za više nego dvostruko i imala oko 40.000 km2. Istodobno su brojni muslimani i islamizirani katolici kao i grko-istočni Vlasi pobjegli u Bosnu i Hercegovinu, a otud je više desetaka tisuća katolika-Hrvata, tzv. Šokaca prešlo Savu i naselilo se u Slavoniji i Podunavlju. Unatoč tome što je Venecija kao sudionik rata uspjela proširiti posjede na štetu hrvatskih povijesno-etničkih teritorija u Dalmaciji, ipak se prihvatilo mišljenje sudionika zbivanja Pavla Rittera Vitezovića kako je to bila »oživjela Hrvatska« (Croatia rediviva).

### Pragmatička sankcija (1712.), prosvij. apsolutizam
Tijekom 18. stoljeća se - u ozračju apsolutne ("prosvijećene") monarhije - poduzimaju razne reforme. Međimurje je pod civilnom vlasti Ugarske, premda je i dalje pod crkvenom nadležnosti Zagrebačke biskupije. 1776. godine Marija Terezija osniva Severinsku županiju (sa sjedištem u Mrkoplju), koja obuhvaća teritorij Gorskog kotara i dijela Primorja koji još od sloma Zrinsko-frankopanske urote pred sto godina bio pod upravom Carske komore; toj županiji pripada Rijeka, a od 1777. i Bakar, Bakarac i Kraljevica. Međutim odlučuje Marija Terezija već 1779. godine Rijeku staviti pod nadležnost vlasti Ugarske kao na jedan nejasan način izdvojeno tijelo -"corpus separatum"; prosvjetni i sudbeni poslovi u Rijeci međutim ostaju pod nadležnošću Hrvatske.
Budući da Karlo VI. Habsburški nije imao muškog potomka postojala je mogućnost podjele njegove države. U želji da to spriječi, nastojao je osigurati prijestolje svojoj kćerki Mariji Tereziji (na vlasti 1740.-1780.). U tome je dinastiji pomogao Hrvatski sabor, koji je donio akt nazvan Pragmatičkom sankcijom kojom, nezavisno od Ugarske, priznaje žensku lozu na prijestolju. Tim činom su Hrvati, kao i 1102. i 1527. istupili samostalno, kao kraljevstvo i svojom voljom, a ne silom, izabrali vladara. Tome su se protivili Ugri smatrajući da to mogu samo oni učiniti i u ime Hrvata. Međutim, ipak su 1715. morali priznati kako se Ugarski sabor ne može miješati u poslove Hrvatskog sabora.
Marija Terezija je vodila austrijski nasljedni rat protiv Pruske u kojem su se istaknuli Hrvati pod vodstvom baruna Franje Trenka, a zatim i Sedmogodišnji rat. U oba rata sudjelovali su djelatno hrvatski krajišnici. Kako bi izvukla iz Vojne krajine što više vojnika, Marija Terezija je tijekom nasljednog rata (1746.) dala reformirati hrvatsko-slavonsku Vojnu granicu (krajinu) i preustrojila ih na pukovnije i satnije. Morala je po povijesnom pravu vratiti od Osmanlija oslobođenu Slavoniju pod vlast Hrvatskog sabora i bana (1745.) i obnoviti starodrevni hrvatski županijski sustav.
U unutarnjoj politici Marija Terezija je nastojala provesti mjere tzv. prosvijećenog apsolutizma, ali je provodila i nasilnu centralizaciju, nije sazivala hrvatski niti ugarski sabor i upravljala je, kao i njezin sin Josip II., patentima ili privremenim naredbama. Iako je učinila mnogo na području školstva, gospodarstva, pa i uvela urbare putem kojih se uređuju i olakšavaju kmetske feudalne obveze ipak Hrvatski sabor nije prihvaćao habsburšku centralizaciju i germanizaciju, pogotovo u doba njena sina Josipa II. (1780. – 1790.).

## Povezivanje s Kraljevinom Ugarskom (1790.)
Poslije desetogodišnje centralizacije, germanizacije i apsolutizma Josipa II. koji je nastojao stvoriti europsku i njemačku Austriju i negirati sva staleška prava i Hrvatske i Ugarske, odlučili su Hrvati na svom saboru da se što čvršće povežu s Ugrima i tako zajednički pruže otpor tim nastojanjima iz Beča. Posljedica toga je zajednička vlada na koju su Hrvati prenijeli dio svojih prava sve dok se ne oslobode i od Osmanlija i Venecije te tako ujedine sve hrvatske zemlje (1790.). Bio je to privremeni potez koga su u Ugarskoj iskoristili i htjeli uskoro Hrvatskoj nametnuti svoj jezik, zakone i upravu. Otada počinje politička borba Hrvata na dvije strane: protiv mađarskog hegemonizma i austrijskog centralizma i germanizacije. Hrvatski se narod našao u tjesnacu između Beča i Pešte i tako će uglavnom biti sve do sloma austrijske carevine (od 1867. Austro-Ugarske Monarhije) 1918. godine.
Spor između Mađara i Hrvata tinja desetljećima, uz hrvatsku spoznaju da je u objektivnim okolnostima toga vremena Hrvatska još preslaba da bi se izborila za neku uvjerljiviju samostalnost od one zapravo municipalne i lokalne koju je tradicionalno uživala.

### Propast Venecije (1797.) i Dubrovnika (1806.)
Poslije Francuske revolucije počeli su Napoleonski ratovi, koji su zahvatili i Hrvatsku. U njima je 1797. nestalo Venecije, a njene posjede na istočnoj obali Jadranskog mora uzela je Austrija, pa su se tako pod vlašću iste krune ujedinile Hrvatska i Slavonija s Dalmacijom. Francuzi su te krajeve 1805. oteli od Austrije, a 1809. su u novom ratu zaposjeli još i Hrvatsku južno od Save i tu stvorili tzv. Ilirske provincije koje su postojale do 1813. godine. 
Napoleonova vojska ušla je 1806. u Dubrovnik da bi ga zaštitila od pljačke Rusa i Crnogoraca, a 1808. proglasila da je Dubrovačka Republika prestala postojati. Iza poraza Napoleona svi su ti krajevi, skupa s Bokom kotorskom ušli u sastav Austrije pa su se tako gotovo sve hrvatske zemlje našle u sastavu iste – habsburške krune.
Nakon francuskog poraza, to je područje 1816. godine uključeno u austrijsku Kraljevinu Iliriju i Hrvatskoj je vraćeno tek 1822. godine; međutim je i tada područje suvremene Dalmacije ostalo pod izravnom upravom Beča, kao i područje Istre: na oba ova područja uz Jadran će - nakon što se neko vrijeme forsiralo posve strani njemački - ostavile austrijske vlasti talijanski službenim jezikom, a obrazovanje na hrvatskom jeziku se teško uspostavljalo, osobito u Istri i na kvarnerskim otocima.

### Hrvatski narodni preporod (1830. – 1848.)
Pod utjecajem slabljenja feudalnog društva poslije Francuske revolucije, ali i zbog pritisaka germanizacije i mađarizacije te unutarnjeg razvoja, bogate kulture i državnopravne tradicije, Hrvati su od 1830. do 1848. ubrzali svoj narodni preporod. Zahvaljujući nastojanjima Ljudevita Gaja, a osobito Janka Draškovića, te predradnjama zagrebačkog biskupa Maksimilijana Vrhovca, Hrvati su normirali svoj književni jezik i pismo, pokrenuli novine, moderne časopise, ustrojili nacionalne ustanove, odbacili službeni latinski, nisu prihvatili nametani njemački i mađarski jezik i od 1847. uzeli u službenu uporabu samo svoj – hrvatski jezik. Na taj način su okupili oko Zagreba sve hrvatske zemlje, utjecali na preporod Hrvata u Dalmaciji, Istri, Bosni i Hercegovini i Bačkoj. Slovenci su djelomice prihvatili ideje ilirskog pokreta, ali su Srbi odbacili i neutralno ilirsko ime i istupali samo pod srpskim imenom i idejom o stvaranju samostalne Srbije, a uskoro i tzv. Velike Srbije na račun Bosne, Hercegovine, Hrvatske, Bugarske, Makedonije i Albanije.

### Revolucija (1848.), neoapsolutizam (do 1860.)
Za vrijeme Previranja u Europi 1848. godine, mađarska elita je iskoristila slabost bečkog dvora - uslijed nereda u Beču je u ožujku 1848. god. pao kancelar Metternich - i od kralja iznudila velike političke ustupke, koje su Mađarskoj dale status de facto samostalne države. Kako je bečki dvor priznavao Hrvatsku kao zemlju podložnu mađarskoj kruni, Mađarski sabor je u travnju 1848. god. odlučio bez suglasnosti Hrvatske priključiti slavonske županije izravno Mađarskoj, dok bi uža Hrvatska zadržala tek prividnu autonomiju.
U isto doba je u Zagrebu održano zasjedanje "Velike narodne skupštine" na kojoj je prihvaćena peticija "Zahtijevanja naroda" od 25. ožujka 1848., u kojoj se tražilo sjedinjenje Dalmacije i Vojne krajine s Hrvatskom i Slavonijom, hrvatska samostalnost od Ugarske u nekim važnim državnim poslovima, opće izborno pravo, ukidanje kmetstva i povlastica plemstva, "slobodu, štampe, věre, učenja i govora." Napetosti će voditi do rata između Hrvatske i Ugarske 1848. godine, u kojem će Hrvate voditi pukovnik (kasnije general) Josip Jelačić: pravim pobjednikom će naposljetku izaći mladi car Franjo Josip I. koji je osigurao presudnu vojnu potporu Rusije, te će nakon Revolucije 1848. svojim zemljama nametnuti tzv. Bachov apsolutizam ("Mađarima kao kaznu, Hrvatima kao nagradu"), u kojem se cijelo desetljeće nastojalo ne samo na centralizaciji vlasti (zapravo, ukidanju lokalnih samouprava), nego i na germanizaciji.
Revolucija 1848. zahvatila je i Habsburšku Monarhiju, posebice Beč, Ugarsku i Hrvatsku. Hrvatski narod je donio svoja »Zahtijevanja«, zapravo politički program, a za bana je postavljen pukovnik Josip Jelačić. On je prekinuo sve odnose s Ugarskom, poglavito odbacio onu odluku o zajedničkoj vladi iz 1790., ukinuo kmetstvo, ustrojio samostalnu hrvatsku vladu. Na prijetnje iz Mađarske počeo se spremati za obranu zemlje. Budući da je Jelačić bio hrvatski ban, krajiški zapovjednik, a kako je imenovan za guvernera Rijeke i Dalmacije, oko njega se okupila čitava Hrvatska.
Za postojanja apsolutizma Jelačić je do smrti 1859. godine dalje ostao banom i nastojao koliko je bilo moguće pomoći Hrvatskoj na gospodarskom području i odvajanju hrvatske katoličke biskupije od ugarske crkvene uprave. Zagreb tada postaje jedinstveni grad i kao nadbiskupsko sjedište postaje glavni grad i integracijsko središte svih Hrvata.

## U Austro-Ugarskoj Monarhiji (1868. – 1918.)

### Hrvatsko-ugarska nagodba (1868.) i Trojednica
Poslije poraza Austrije 1859. u Italiji, vladar je morao ukinuti apsolutizam, vratiti ustavno stanje, a unutar Monarhije sve se više raspravljalo o centralizmu ili federalizmu. 1861. godine je sazvan u Zagrebu Hrvatski sabor, koji je u formi zakona ("Član 42. Sabora iz 1861.") proglasio svoje zahtjeve da federalnim položajem Hrvatske, kod čega će se Dalmacija (koju je Austrijsko carstvo pripojilo nakon kraja Mletačke Republike) i područja hrvatske i slavonske Vojne Krajine staviti pod nadležnost vlasti Kraljevine Hrvatske, Slavonije i Dalmacije, te gdje se ima pregovarati između Ugarske i Hrvatske o tome kakve će biti njihove međusobne veze. Car Franjo Josip I. je Hrvatski sabor ubrzo raspustio, kao što je učinio i s Ugarskim saborom. U tom sazivu Sabora se po prvi put prvi put pojavljuju moderne političke stranke, prvi put je iznesena ideja o nezavisnoj hrvatskoj državi (Ante Starčević, Eugen Kvaternik).  Isto tako su prvi put istupili i Srbi zahtijevajući podjelu državnog suvereniteta s Hrvatima, te svoje ime za jezik, svoje pismo, ćirilicu kao službeno i drugo. Sabor je odbio ulazak u bečko Carevinsko vijeće, a time i moguću nagodbu s Austrijom i opet se približio Ugarskoj, ali pod uvjetom da priznaju teritorijalnu cjelokupnost i ravnopravnost Hrvatske. 
Poslije novog poraza u ratu protiv Italije i Pruske 1866., Austrija se kao centralistička država morala ustrojiti kao dvojna monarhija: podijeliti na Austriju i Ugarsku, odnosno službeno Austro-Ugarsku. Austro-Ugarskom nagodbom iz 1867. je bilo uređeno da će s Ugarskom u vezi biti njene "posestrime kraljevine", ali nije spomenuto koje su to točno. Naposljetku je proizašlo da će Istra (uključivo njen dio koji je ranije bio pod Venecijom, a potom pod Napoleonovim) i Dalmacija biti u austrijskom dijelu Carstva, ali je Habsburški dvor svejedno priznao Hrvatsku kao Trojednu Kraljevinu Hrvatsku, Slavoniju i Dalmaciju - i tako potom dosljedno koristio taj naziv kada je god komunicirao s vlastima u Zagrebu. U kompliciranim i nerijetko netransparentnim pregovaranjima između Beča, Pešte i Zagreba, u bečkoj je Dvorskoj kancelariji preko teksta dogovorenoga između Zagreba i Pešte skandalozno zalijepljen novi tekst, tzv. "Riječka krpica", kojim je falsificiran sadržaj izvorne odredbe o statusu područja Rijeke i propisan (falsifikatom!) jedan provizorni status Rijeke kao područja kojim se upravlja izravno iz Pešte - koji će potrajati 50 godina, koliko će postojati i Austro-Ugarska. 
Godine 1868. Hrvatsko-Ugarskom nagodbom se za službeni naziv Hrvatske određuje ime Trojedna Kraljevina Hrvatska, Slavonija i Dalmacija. Hrvatima se tu priznaje državnopravna posebnost i autonomni unutarnji poslovi (uprava, sudstvo, školstvo, vjerski poslovi) te posebni državni simboli i vojska (domobranstvo). Iako Hrvati nisu bili time zadovoljni, takav status u Austro-Ugarskoj nije imao ni jedan drugi narod (npr. Česi, Poljaci, Rumunji). Mađari su pazili da kada govore o "Hrvatskoj i Slavoniji" ne spominju naslov "Kraljevina"; međutim se taj naslov dosljedno koristio i u Zagrebu, i u Beču.

### Sjedinjenje Vojne krajine s Hrvatskom (1881.)
Iako Hrvatsko-ugarska nagodba nije bila sasvim povoljna poglavito na području gospodarstva, poreza i prometa, ipak je zemlja napredovala i modernizirala se u doba bana pučanina i reformatora Ivana Mažuranića (1873. – 1880.). U to doba je Austro-Ugarska dobila na Berlinskom kongresu protektorat u Bosni i Hercegovini (1878.) pa se tako čitav hrvatski narod našao u jednoj državi. Kada je 1881. ukinuta Vojna krajina ili granica, vraćeni su njeni dijelovi po povijesnom pravu matici zemlji Hrvatskoj čije je upravno, političko i kulturno središte bio Zagreb. Međutim, Dalmacija, Boka kotorska i Istra bile su i dalje u austrijskom dijelu Monarhije, a Rijekom kao lukom i Međimurjem upravljala je Ugarska, iako je Hrvatski sabor radio na ujedinjenju svih hrvatskih zemalja. Tako je ostalo sve do raspada Austro-Ugarske.
Sjedinjenjem Vojne krajine 1881. povećao se broj Srba u Hrvatskoj. To su bili potomci spomenutih Vlaha-stočara koji su za turske agresije naseljavani u hrvatskim zemljama, a tijekom 19. stoljeća su zbog iste grkoistočne vjere prihvatili srpsku nacionalnu pripadnost. Oni su zahtijevali podjelu suvereniteta s Hrvatima, te kulturnu i političku autonomiju. Jedan njihov dio, na poticaj iz Srbije, radio je na odvajanju bivših teritorija Vojne krajine i na njenom sjedinjenju s Kraljevinom Srbijom. 
Bio je to dobro poznati velikosrpski program u koji su oni osim dijelova Hrvatske uključivali Bosnu i Hercegovinu, Kneževinu Crnu Goru, Makedoniju itd. Ta politička i osvajačka nastojanja Srba i Srbije, nazvana i tzv. srpskim pitanjem, dugo su bila uzrokom nestabilnosti.

### U trokutu između Beča, Budimpešte i Beograda
Poslije hrvatskog narodnog preporoda nastaju u Hrvatskoj političke stranke od kojih je najjača Narodna stranka, koju vodi poznati biskup Josip Juraj Strossmayer. Ta stranka radi na prosvjetnom uzdizanju Hrvatske i okupljanju svih Južnih Slavena oko Zagreba na temelju tzv. južnoslavenske ideje ili južnoslavenstva. Od 1861. postoji i Stranka prava, koja je za samostalnu hrvatsku državu i protiv nagodbe s Austrijom, Ugarskom ili Srbijom. U toj političkoj borbi u trokutu između Beča, Budimpešte i Beograda i nastojanju oko ujedinjenja svih hrvatskih zemalja u Hrvatskoj je jačala južnoslavenska ideja, koja je bila usmjerena na izlazak iz Austro-Ugarske i formiranje zajedničke države Južnih Slavena.
Konac 19. i početak 20. st. u Hrvatskoj je protekao u protumađarskim istupima hrvatske oporbe, poput 1883. kad su u Zagrebu zbačeni nezakoniti mađarski grbovi i natpisi, a zatim je čitavu srednju Hrvatsku zahvatio protumađarski narodni pokret, koji je ugušila vojska. Godine 1895. zagrebački su studenti spalili mađarsku trobojnicu kao simbol mađarizacije. To su ponovili 1903. i hrvatski seljaci kad je izbio drugi protumađarski narodni pokret i odstupio ban mađarizator grof Khuen-Héderváry. Budući da su lokalni Srbi u Zagrebu u svom glasilu »Srbobran« objavili pamflet u kome su navijestili Hrvatima rat do uništenja, izbile su u Zagrebu 1902. i prve protusrpske demonstracije.

### Politika novog kursa-prema Beogradu (1903.)
| Ante Trumbić |  | Ante Trumbić |
| Ante Trumbić |  | Frano Supilo |

Drugi i narodni pokret 1903. godine aktualizirao je neriješeno hrvatsko pitanje u dvojnoj Austro-Ugarskoj. Njega su podržavali Hrvati iz Dalmacije i Istre koji su bili u sastavu Austrije, a priključili su im se Slovenci i drugi slavenski narodi u Monarhiji. U toj akciji potpore Hrvatskoj istaknuli su se hrvatski političari iz Dalmacije, poglavito Frano Supilo i Ante Trumbić. Oni su 1905. pokrenuli tzv. politiku »novog kursa«, koja je predviđala okupljanje svih oporbenih stranaka, kako Srba u Hrvatskoj i Dalmaciji, tako i Mađara u Ugarskoj i Talijana u Monarhiji. Potkraj 1905. sastali su se u Rijeci hrvatski oporbeni političari i objavili Riječku rezoluciju, a odmah zatim i srpski političari objavljuju u Zadru svoju Zadarsku rezoluciju. Oni podržavaju politiku »novog kursa«, ali zahtijevaju priznanje Srba kao konstitutivnog naroda. 
Odmah zatim oblikuje se Hrvatsko-srpska koalicija, koja dobiva većinu na izborima (1906.). Najuglednija ličnost Koalicije bio je Hrvat Frano Supilo, ali njega vještom i lukavom politikom potiskuje hrvatski Srbin Svetozar Pribićević, koji radi u suradnji sa srbijanskom vladom u Beogradu i usmjerava Koaliciju prema zajedničkoj državi sa Srbijom.

### Hrvatska u Prvom svjetskom ratu (1914 – -1918.)
Srbija je izašla kao pobjednica u Balkanskim ratovima (1912. – 1913.), znatno proširila svoj teritorij i odmah nakon obračuna s Turskom i Bugarskom planirala Sarajevski atentat, koji je bio povod I. svjetskom ratu 1914. godine. Srbija je u početku uspješno ratovala uzduž Drine, a onda je 1915. okupirana i morala se s vojskom povući skupa s Crnom Gorom na otok Krf i u Grčku odakle je 1917. sa zapadnim saveznicima krenula u proboj solunskog bojišta, zatim oslobađanje svog teritorija i osvajanje (gotovo bez otpora) Bosne i Hercegovine, dijelova Hrvatske i Austro-Ugarske.
Većina oporbenih političara sa Supilom i Trumbićem na čelu pobjegla je 1914. u Italiju, Francusku, Englesku i ustrojila tzv. Jugoslavenski odbor za oslobađanje Južnih Slavena u Austro-Ugarskoj i za suradnju sa Srbijom. Zbog zastupanja federalizma u novoj državi napustio je Odbor Supilo i uskoro umro. Srbijanski predsjednik vlade Nikola Pašić želio je stvoriti proširenu, zapravo Veliku Srbiju i centralističku monarhiju. Trumbić je bio popustljiv u nadi da će se najprije stvoriti nova država, a zatim odrediti njeno unutarnje uređenje.
Austro-Ugarska sastavljena od brojnih naroda raspala se poslije izgubljenog rata 1918. na sastavne dijelove. Italija, pobjednica u ratu, imala je tajni Londonski sporazum iz 1915. koji joj daje pravo na dijelove hrvatske jadranske obale. Zato je trebalo nešto brzo poduzeti da se onemoguće osvajački apetiti Italije, ali i Srbije.

### "Zemlje krune Zvonimirove": pokušaj iz 1918. godine
U vrijeme pred krah Austro-Ugarske 1918. god. kreću pokušaji da se oživljavanjem Trijalizma pokuša spasiti opstanak države. Bio je već ranije, 22. prosinca 1914. god., Beč imenovao za guvernera Bosne i Hercegovine generala Stjepana Sarkotića - za kojega je bilo vrlo dobro poznato da se zalaže za ujedinjenje Bosne i Hercegovine, Dalmacije, te Hrvatske i Slavonije u okvirima Habsburške monarhije. Sarkotić je doduše izražavao i spremnost da se to ujedinjenje ostvari i u sklopu "dualističkog rješenja", tj. tako da se hrvatske zemlje objedine u sklopu ugarskog dijela monarhije, u kojem bi položaj Hrvatske trebalo poboljšati; ali su mu i druge opcije federalizacije bile prihvatljive. Tekli su tijekom rata stanoviti neformalni pregovori o pitanju takvog ujedinjenja, ali daleko od očiju javnosti. Vrh mađarske vlade je - koji je imao presudni upliv na poslove Austro-Ugarske - bio je više zainteresiran za pripajanje Bosne i Hercegovine Ugarskom dijelu Monarhije, kao jedinice odvojene od Hrvatske.
Dana 21. listopada 1918. godine blaženi Karlo IV., posljednji hrvatski kralj po Zvonimirovu nasljednomu pravu, ujedinio je sve povijesne hrvatske zemlje u jedinstvenu Kraljevinu Hrvatsku, tj. Zemlje krune Zvonimirove. Karlov čin ratificiran je sutradan, 22. listopada, na zajedničkomu hrvatsko-ugarskom saboru. Međutim ugarska vlada Sándora Wekerlea daje već slijedeći dan ostavku, a raspad države je posve očigledan. Karlo IV. nije nikada okrunjen "Zvonimirovom krunom".

## U monarhističkoj Jugoslaviji (1918. – 1941.)

### Država SHS, potom Kraljevstvo SHS (1918.)
Karlo IV. kraljevao Hrvatskom, Slavonijom i Dalmacijom kao kralj Ugarske - raskidom državnopravnih veza s Ugarskom i Austrijom prestala je Hrvatska biti kraljevinom. 
Država SHS je obuhvaćala - ili barem pretendirala obuhvatiti one dijelove nastanjene Slovencima, Hrvatima i Srbima - Hrvatsku s Međimurjem, Slavoniju, Dalmaciju, Istru, Rijeku, Trst, Korušku, Kranjsku, Štajersku, Gorišku i Gradišku, Bosnu i Hercegovinu te Vojvodinu (Bačku, Baranju i Banat). Nakon osnivanja Države SHS, čiji su Hrvatska, Slavonija i Dalmacija bili dio, prestali su državnopravni odnosi Hrvatske s Ugarskom koji su uspostavljeni još vrlo davne 1102. godine, kao i državnopravni odnosi Hrvatske s Austrijom koji su uspostavljeni 1527. godine.
Država SHS je objektivno osnovana navedenom odlukom Hrvatskog sabora od 29. listopada 1918. god., kao zakonodavnog tijela Trojedne Kraljevine Hrvatske, Slavonije i Dalmacije, pozivom na "moderno načelo narodnosti", prema kojemu je bio moguć suverenitet države koji ne proizlazi iz suverenih prava kralja. Hrvatski Sabor - koji je i nadalje nastavio postojati do kraja Države SHS - je prava na upravljanje novom državom (sa dotadašnjih Austro-Ugarskih tijela) prenio na Narodno vijeće Slovenaca, Hrvata i Srba, kao vladu u čijem su radu sudjelovali i zastupnici birani ranijih godina u predstavnička tijela iz drugih južnoslavenskih dijelova Austro-Ugarske.
Pred osnivanje i nakon osnivanje Države SHS je (kao i na čitavom području Austro-Ugarske) bilo nemirno stanje, uz mnoštvo naoružanih vojnih bjegunaca i dosta pljačke i drugih zločinstva. U isto je vrijeme talijanska vojska krenula okupirati Istru i Dalmaciju, austrijske snage su još stanovito vrijeme bile u Mariboru, a Mađarske u Međimurju. Narodno vijeće je prema vlastitim političkim planovima utjecajnog člana Narodnog vijeća Svetozara Pribičevića - Stjepan Radić će tvrditi da je S. Pribičević nerijetko preuveličavao i izmišljao izgrede na terenu, da bi opravdao smanjivanje vlastite vojske i pozivanje srbijanskih snaga u državu - raspuštalo sebi vjerne vojne postrojbe. Narodno vijeće je već 3. studenog 1918. god. službeno pozvalo Kraljevinu Srbiju da pošalje na njen teritorij svoje vojne snage - nakon čijeg dolaska su lokalni Srbi u Srijemu, Bačkoj i Banatu proglasili sjedinjenje sa Srbijom. Na terenu je odnos bivših austro-ugarskih i pridošlih, u najvećem broju srbijanskih vojnika - koji su se doista ponašali kao okupatori - bio narušen tako da je Odjel za narodnu obranu početkom prosinca naredio da pripadnici vojske Države SHS moraju pozdravljati vojnike srbijanske i drugih Antantinih vojski - to stoga, što su vojnici Države SHS nerijetko demonstrativno prolazili pored tih pripadnika drugih vojski bez pozdrava.
Narodno Vijeće će već nakon 33 dana, 1. prosinca 1918. god. u Beogradu priopćiti srpskom prijestolonaljedniku Aleksandru Karađorđeviću o svojoj volji za "ujedinjenje cjelokupnog naroda Slovenaca, Hrvata i Srba u jedinstvenu Jugoslavensku državu, pod vladavinom kralja Petra I., odnosno prestolonasljednika Aleksandra kao Regenta"; pristankom Regenta i prihvaćanjem (aklamacijom) u skupštini Kraljevine Srbije nastala je nova Kraljevina SHS.
Tjedan dana ranije, na zadnjoj sjednici Hrvatskog sabora - to se zakonodavno tijelo nije bilo raspustilo povodom osnivanja Države SHS, a hrvatski ban Antun Mihalović je nastavio obnašati dužnost -  24. studenog 1918. god. je Stjepan Radić, tada saborski zastupnik i vođa male Hrvatske pučke seljačke stranke, održao znameniti i proročanski govor u kojemu objašnjava istinu da hrvatski narod ne želi jedinstvenu državu sa Srbijom i pod srpskim kraljem, koja tada nije bila posve očita političkoj eliti kojoj je govorio i koja je pokušavala naći pravi put u vrlo teškim okolnostima toga vremena: "Naš je hrvatski seljak a to je devet desetina hrvatskoga naroda u ratu postao potpun čovjek, a to znači da neće više nikomu služiti, nikomu robovati, ni tuđinu ni bratu, ni tuđoj ni svojoj državi, nego hoće da se u ovo veliko doba država uredi na slobodnom republikanskom i na pravednom, čovječanskom (socijalnom) temelju. I vi, vas šaka gospode, vi se tomu protivite!... I vi nimalo ne osjećate da je nepametno, da je nerazumno, da je upravo ludo činiti nešto i bez naroda, a kamoli protiv naroda... Vi ćete otići u Beograd. Vi ćete bez hrvatskoga naroda i protiv njegove volje proglasiti jedinstvenu (centralističku) državu i bez ikakvoga straha i srama vi ćete vladati na temelju starih austrijskih i madžarskih nevaljanih i nepravednih zakona i pomoću starih, pokornih i pokvarenih činovnika. A možda ćete vladati bez ikakvih zakona, samo silom i samovoljom...Čim dođe do prvih izbora, kakvi god oni bili, za konstituantu ili obični sabor, narod neće više birati takve gospode koja su pogazila sva svoja obećanja i sve svoje programe i koja su mu, bez ikakvoga pitanja, narinula svu staru silu, krivicu i otimačinu... Još nije prekasno! Ne srljajte kao guske u maglu! Ne zaključujte jedinstvene vlade s Kraljevinom Srbijom... Gospodo! Najstrašnija je stvar, najveći je grijeh i najveća politička pogreška svoj rođeni narod stavljati pred gotove činjenice, to jest voditi politiku po gospodskoj svojoj voljici, bez naroda i protiv naroda. Ako to ne vjerujete, dao Bog svima poživjeti toliko to neće biti dugo da vidite kako će hrvatski narod u svojoj republikanskoj i čovječanskoj svijesti vas otpuhnuti baš u času kad ćete misliti da se narod smirio, a vi da ste ga dobro zajahali."

Ujedinjenjem Države SHS s Kraljevinom Srbijom u Kraljevstvo Srba, Hrvata i Slovenaca (tj., od 1929., Kraljevinu Jugoslaviju), prestali su postojati kako Kraljevina Srbija, tako i Država SHS kao sljednica Trojedne Kraljevine Hrvatske, Slavonije i Dalmacije.
Izaslanstvo Države i srbijanski regent Aleksandar Karađorđević izjavljuju suglasnost na sjedinjenje i 1. prosinca 1918. proglašavaju u Beogradu osnivanje Kraljevstvo Srba, Hrvata i Slovenaca sa središtem u Beogradu. Ujedinjenje su pratili i značajni prosvjedi u Zagrebu (prosinačke žrtve). Italija je kao jedna od sila pobjednica od 1918. do 1924. uzela Hrvatima (i Slovencima) Istru, dotad glavni grad Dalmacije Zadar i otoke (Cres, Lošinj, Lastovo i dr.). Nakon nejasne situacije koja je nastala osnivanjem tzv. Talijanske uprave za Kvarner, uzela je Italija i najveću hrvatsku luku Rijeku.

### Kraljevina Srba, Hrvata i Slovenaca (1921.)
Bila je to nasilna odluka koju nije nikada prihvatio Hrvatski sabor i nije odobrila većina hrvatskog naroda. Nova država bila je nedemokratska monarhija s prevlašću Beograda, Srbije i njihove dinastije u kojoj svim nesrpskim narodima nisu priznata nacionalna prava. Takvo je centralističko ustrojstvo ozakonjeno Vidovdanskim ustavom iz 1921., kojim je država dobila novo ime, Kraljevina Srba, Hrvata i Slovenaca. 
Nesrpskim narodima su odmjeravani veći porezi, financijski se najviše ulagalo u Srbiju, a sve vlade, ministri, generali bili su (oko 90 % njih) Srbi i Crnogorci. Dok se u prvoj Jugoslaviji provodi unitarizacija i srbizacija, u Istri, Rijeci, Zadru na djelu je nasilna, totalna talijanizacija od 1922. i fašizacija kojoj su prvi otpor pružili baš istarski Hrvati (Labin, Praština). 
Kada su se 1927. protiv Beograda ujedinili Hrvati i neki hrvatski Srbi i oformili Seljačko-demokratsku koaliciju (Radić-Pribićević) bio je to poticaj da se u skupštini, u Beogradu ubiju vođe hrvatskog naroda s tribunom Stjepanom Radićem na čelu 1928. godine. Vodstvo HSS-a preuzima Vladko Maček.

### K. Jugoslavija (1929.), Banovina Hrvatska (1939.)
Iduće godine proglašena je izravna Šestosiječanjska diktatura kralja Aleksandra. Država je dobila novo ime, Kraljevina Jugoslavija. Upravno je podijeljena na 9 banovina s ciljem da u što više njih bude srpska većina. Hrvatski je teritorij podijeljen na Savsku i Primorsku banovinu, a Hrvatskoj su oduzeti istočni Srijem, Dubrovnik i Boka kotorska. Počeli su masovni progoni i pokolji Hrvata, pa su neki pobjegli u inozemstvo i utemeljili hrvatsku oslobodilačku organizaciju. Bili su to Ustaše, kojima je glavni cilj bio rušenje Kraljevine Jugoslavije, zapravo srpske države i stvaranje slobodne Hrvatske. Njihov vođa bio je Ante Pavelić. Za rušenje te države bili su tada i komunisti.
Odnosi u zemlji promijenili su se poslije atentata na kralja Aleksandra 1934. koga su izveli makedonski revolucionari uz pomoć hrvatskih ustaša u Marseillesu. Kraljevina Jugoslavija se uskoro odvaja od politike francuske i versailleske Europe, skreće prema fašizmu, a unutar zemlje sve se više progone i ubijaju Hrvati. 
Hrvatska seljačka stranka dobiva sve više glasača i 1939. prisilila je beogradsku vladu da dopusti osnivanje Banovine Hrvatske, kojoj je vraćena autonomija i djelomice atributi državnosti, koju je izgubila ujedinjenjem 1918. Banovina je nastala spajanjem dotadašnje Savske i Primorske banovine, uz dodatak većinski hrvatskih kotareva iz ostalih banovina (Brčko, Derventa, Dubrovnik, Fojnica, Gradačac, Ilok, Šid i Travnik). Bilo je to »mačekovsko rješenje hrvatskoga pitanja« i korak prema federalizaciji države, ali je sve onemogućio II. svjetski rat, koji je tada započeo.

## Građanski rat u Drugom svjetskom ratu (1941. – 1945.)

### Nezavisna Država Hrvatska (1941.)
Jugoslavija je 25. ožujka 1941. pristupila Trojnom paktu, ali je uskoro uz pomoć Engleske izveden puč u Beogradu kojim je taj pristup poništen. To je bio povod Njemačkoj da uz pomoć svojih saveznika (Italija, Mađarska, Bugarska) napadne i u 12 travanjskih dana rata slomi, a odmah zatim podijeli Jugoslaviju. Od Hrvatske, Bosne i Hercegovine stvorena je Nezavisna Država Hrvatska (NDH), koju su pomagale spomenute države, osobito Italija, koja je sebi uzela veliki dio hrvatske morske obale, više otoka i gradova, a Mađarska Međimurje. Vlast su u NDH imali ustaše, fašistička i ultranacionalistička organizacija te njihov vođa Ante Pavelić. Iako su bili manjina u Hrvatskoj u početku njihove vlasti su imali potporu dijela hrvatskog naroda, koja je brzo i izgubljena nakon prodaje Dalmacije. Većina, koja nije htjela suradnju sa silama Osovina je pripala Hrvatskoj seljačkoj stranci Vladka Mačeka, koja je ostala neutralna.

### Federalna Država Hrvatska (1943.)
Druga strana ljudi koji nisu htijeli suradnju sa silama Osovina su bili partizani, ideloški komunisti. Borba protiv fašizma je u Hrvatskoj već počela 22. lipnja 1941. kada je osnovn prvi partizanski odred u Sisku.  U čije su redove polako ulazili Hrvati i hrvatski Srbi i 1943.su utemeljili svoju komunističku, ali federalno utemeljenu državu u okviru buduće Jugoslavije (AVNOJ, ZAVNOH). Ustaška vlast brzo je gubila potporu naroda jer se kompromitirala progonima Srba, Židova, Roma ali i političke disidente. (logori Jasenovac, Stara Gradiška i dr.)  
Poslije kapitulacije Italije 1943. hrvatski narod masovno odlazi u partizane, poglavito u Dalmaciji, Istri, Hrvatskom primorju i zaleđu koje je dotad nadzirala Italija, pa Hrvatska uz Bosnu i Hercegovinu, te Sloveniju postaje središtem antifašističke borbe. U Srbiji do 1944. vlast drže kolaboracionisti vlada i četnici. Tada uz pomoć Rusa, Titovi partizani oslobađaju Beograd i počinju završne borbe za Hrvatsku i Sloveniju (u proljeće 1945.).

### Bleiburški pokolj i križni put (1945.)
Nakon poraza NDH pri završetku rata, veliki broj ustaša, četnika, antikomunista i veći broj civila koji su im bili u pratniji su pokušali pobjeći preko Austrijske granice, nadajući se da bi predajom britanskim snagama dobili utočište. Nakon reparijacije u Bleiburgu, britanske snage su jedinice izručeile partizanima pod kojima je dio ubijen ili su umrli od iznemoglosti tijekom dugih marševa smrti, a dio je umro kasnije u radnim logorima od raznih bolesti i loših uvjeta života. 

## U socijalističkoj Jugoslaviji (1945. – 1991.)

### Narodna Republika Hrvatska (1945. – 1966.)
Komunisti su obećali hrvatskom i drugim pokorenim narodima da će poslije rata imati svoje države u federativnoj Jugoslaviji. Doista, 1945. godine proglašena je Federativna Narodna Republika Jugoslavija, u njoj Hrvatska i druge republike, ali nacionalno pitanje nije bilo riješeno. Umjesto demokracije postojala je diktatura uske partijske grupe s Josipom Brozom Titom na čelu. 
U vojsci, policiji, diplomaciji dominirali su Srbi i Crnogorci, prohrvatski komunisti bili su odstranjeni ili likvidirani, npr. Andrija Hebrang, svaka demokratska odluka bila je suspendirana, Katolička crkva progonjena, a zagrebački nadbiskup Alojzije Stepinac osuđen na robiju. Hrvatska kao gospodarski razvijenija bila je teško eksploatirana u korist Srbije. Zabranjena je uporaba čistog hrvatskog jezika, ukinute su brojne nacionalne institucije, a puna ravnopravnost nacija postojala je samo formalno.

### Hrvatsko proljeće, MASPOK (1966. – 1971.)
Kad je Tito 1966. odstranio iz političkog života Aleksandra Rankovića, Srbina, koji je bio nositelj prikrivenog velikosrpskog programa, ohrabrili su se hrvatski intelektualci, pokrenuli u okviru Matice hrvatske javni prosvjed protiv nametanja srpskog jezika, i objavili Deklaraciju o nazivu i položaju hrvatskog književnog jezika 1967. koju su potpisale sve najvažnije hrvatske nacionalne institucije i javni djelatnici, a među njima i najugledniji hrvatski pisac lijeve orijentacije Miroslav Krleža. Deklaracija je naišla na najoštriju osudu partijskih vođa i organizacija, ali je postigla svoj cilj. Pokreću se novi listovi i časopisi koji zahtijevaju više slobode, demokracije, čiste račune u gospodarstvu, pa čak i članstvo Hrvatske kao države u Ujedinjenim narodima. Čitav taj pokret koji je nazivan »Hrvatskim proljećem« ili partijski »masovnim pokretom« (MASPOK), napokon naišao je na odjek i u prohrvatski orijentiranim članovima Komunističke partije. 
Protiv tih zahtjeva istupili su uglavnom hrvatski Srbi, ortodoksni komunisti, tzv. Jugoslaveni s Titom i Vladimirom Bakarićem na čelu i silom slomili »Hrvatsko proljeće« potkraj 1971. Na sastanku u Karađorđevu, 2. prosinca 1971. osuđen je »hrvatski nacionalizam«, zatim cjelokupno vodstvo Komunističke partije Hrvatske (Savka Dabčević-Kučar, Miko Tripalo i dr.) prisiljeni su na odstup. Počelo je odmah uhićenje, zatvaranje, proganjanje tisuća Hrvata. Mnogi su morali pobjeći u inozemstvo. Smijenjeno je na tisuće Hrvata u kulturnim, znanstvenim pa i gospodarskim institucijama, a Matica hrvatska je raspuštena, tobože kao nacionalistička ustanova. Stoga je sastanak šefova Komunističke partije u Karađorđevu dobio naziv »sječa« hrvatskih kadrova. Tamnice su bile pune, a neki intelektualci su odležali u njima i do 10 godina (Marko Veselica i dr.) Neke je Hrvate poubijala UDBA (tajna policija) u inozemstvu (Bruno Bušić).

### Socijalistička Rep. Hrvatska (1971. – 1990.)
Tito i Centralni komitet Partije izvršili su čišćenja i u Srbiji i Sloveniji, ali to nije imalo tako drastičan karakter kao u Hrvatskoj. Počela je tzv. »hrvatska šutnja«. Provodio se teror prema Hrvatima kao političkim neprijateljima koji su željeli samo poštenije odnose unutar Jugoslavije. Progoni Hrvata izazvali su val velikosrpskog raspoloženja i demonizaciju svega hrvatskog. To je shvatio Josip Broz Tito do koga su došli podaci o srbizaciji Jugoslavenske narodne armije, diplomacije, uopće sve politike gdje se odlučivalo. Zbog toga je inicirao donošenje Ustava iz 1974. u koji su ušli ustavni amandmani iz 1971. Po tom Ustavu su uvedeni paritetni odnosi između republika, konsenzus u odlučivanju, a Kosovo i Vojvodina, dotad pokrajine, dobile su gotovo status republika. Socijalistička Republika Hrvatska definira se u tom Ustavu kao država i samoupravna zajednica. Ipak, bilo je to mrtvo slovo na papiru sve dok je živio Tito do 1980., a onda se sve više počelo raspravljati o odnosima među republikama i o potrebi stvarnog federalizma, čak i konfederalizma.

### Konačan raspad Jugoslavije (1981. – 1991.)
Najveći problem druge, Titove Jugoslavije bilo je tzv. kosovsko pitanje. Kosovo, pokrajina u okviru Srbije, gdje je broj albanskog pučanstva dosegao gotovo 90 posto, zahtijevalo je posebnu republiku, a najradikalniji dio i odcjepljenje. Srpsko, komunističko vodstvo sa Slobodanom Miloševićem na čelu to ne dopušta, nego na velikoalbanski nacionalizam i separatizam odgovara oživljavanjem velikosrpskih, četničkih programa s parolom: "Svi Srbi u jednoj državi". Na tome je od 1986. radila Srpska akademija nauka i umetnosti (SANU), a od 1987. i Miloševićevi komunisti i Srpska pravoslavna crkva. 
Najprije su ukinute autonomije pokrajina Kosova i Vojvodine (Antibirokratska revolucija), zatim je za to pridobiveno i vodstvo Crne Gore, a 1989. kad se na Kosovu slavila 600. obljetnica srpskog poraza protiv Osmanlija, Slobodan Milošević je otvoreno najavio velikosrpski program koji će Srbija uz pomoć Crne Gore i Jugoslavenske narodne armije ostvariti milom ili silom. Dakle, bile su otada ugrožene i dvije zapadne republike, tj. Bosna i Hercegovina gdje je živjelo oko jedne trećine Srba i Hrvatska gdje je taj broj bio oko 12 posto. Najava velikosrpskog programa, koja je bila ujedno i prijetnja dotadašnjoj višenacionalnoj Jugoslaviji, zbila se upravo u doba rušenja Berlinskog zida, sloma komunizma u istočnoj Europi, te početka raspada višenacionalnih država kakve su bile SSSR i Čehoslovačka 1989.

## Neovisna Hrvatska (od 1990.)

### Tuđmanova Hrvatska (1990. – 1999.)

#### Neovisnost (1991.)
Potkraj 1980-ih srpski nacionalni pokret pod vodstvom Slobodana Miloševića nastojao je preurediti Jugoslaviju u formalnu federalnu ali centralistički uređenu državu (pokrenuo je tzv. antibirokratsku revoluciju, kojom su rušena republička i pokrajinska vodstva). U takvim se okolnostima Savez komunista Hrvatske odlučio za demokratizaciju sustava, što je potaknulo slobodu tiska i nastajanje neovisnih političkih inicijativa, a 1989. i prvih oporbenih političkih stranaka (Hrvatska socijalno-liberalna stranka – HSLS, Hrvatska demokratska zajednica – HDZ). Potkraj 1989. u vodstvu SKH prevladala je reformistička struja, što je dovelo do odluke o višestranačkim izborima i do potpunog osamostaljenja SKH na 14. izvanrednom kongresu SKJ u siječnju 1990. Na višestranačkim izborima u proljeće 1990. pobijedio je HDZ pod vodstvom Franje Tuđmana (42 % glasova i 60 % zastupničkih mandata). On je predvodio masovni nacionalni pokret usmjeren na hrvatsko državno osamostaljenje i napuštanje komunističkog poretka. U prosincu 1990. prihvaćen je novi demokratski ustav, potom je proveden referendum o državnom položaju Republike Hrvatske (19. svibnja 1991.), prihvaćena Deklaracija o proglašenju suverene i samostalne Republike Hrvatske (25. lipnja 1991) te donesena Odluka o raskidu državnopravnih sveza s ostalim republikama i pokrajinama SFRJ (8. listopada 1991).

#### Domovinski rat (1991. – 1995.)
Na političko i državno osamostaljivanje Hrvatske, Srbija je odgovorila ratom. Potkraj srpnja i u kolovozu 1990. srpsko vodstvo potaknulo je političku i vojnu pobunu Srba u Hrvatskoj (srpski sabor u Srbu, tzv. referendum o autonomiji Srba u Hrvatskoj i stvaranje Srpske autonomne oblasti Krajine, podizanje barikada na cestama, stvaranje oružanih straža, proglašenje »ratnog stanja« u Kninu). U srpnju 1991. JNA je krenula u otvorenu agresiju, na koju je Hrvatska odgovorila vojnim (Domovinski rat), političkim i diplomatskim djelovanjem. Na početku kolovoza 1991. uspostavljena je koalicijska Vlada demokratskog jedinstva premijera Franje Gregurića te su ujedinjene sve hrvatske političke snage. U borbi za međunarodno priznanje Hrvatska je sudjelovala u radu Mirovne konferencije o Jugoslaviji, koja je od rujna 1991. djelovala u Hagu pod predsjedanjem lorda Petera Carringtona. Slijedom mišljenja njezine Arbitražne komisije (7. prosinca 1991.) da je SFRJ »u procesu dezintegracije«, Hrvatsku su 15. siječnja 1992. priznale zemlje EZ-a, a 22. svibnja primljena je u UN. Na prvim parlamentarnim i predsjedničkim izborima po novom Ustavu (5. kolovoza 1992.) pobijedio je HDZ (44 % glasova, 61 % zastupničkih mandata) i njegov predsjednički kandidat Franjo Tuđman (57 % glasova). Kratkotrajnu vladu Hrvoja Šarinića na početku travnja 1993. zamijenila je vlada Nikice Valentića, koja je obuzdala inflaciju i uspostavila monetarnu stabilnost. Istodobno, u pretvorbi i privatizaciji društvenih poduzeća bilo je političkoga klijentelizma i gospodarskoga kriminala.
Agresija JNA proširena je na početku 1992. na BiH, gdje su nakon povlačenja iz Slovenije i Hrvatske bile stacionirane velike snage JNA. Vijeće sigurnosti UN-a uvelo je 30. svibnja 1992. potpuni embargo protiv Srbije i Crne Gore zbog odgovornosti za rat te podupiranja daljnjih ratnih sukoba u BiH. Hrvatska je pomagala otpor Hrvata u BiH i njihovo savezništvo s Bošnjacima u oružanoj obrani. Pošto je na početku 1993. izbio sukob hrvatskih i bošnjačkih snaga u središnjoj Bosni, međunarodna je zajednica optužila Hrvatsku za vojno upletanje radi razbijanja BiH pa joj zaprijetila nametanjem sankcija. Washingtonskim sporazumima (18. ožujka 1994.), što su ih potpisali predsjednik Hrvatske Franjo Tuđman i predsjednik Predsjedništva BiH Alija Izetbegović, te sporazumima o hrvatsko-bošnjačkoj federaciji, okončan je sukob Hrvata i Bošnjaka pa su stvorene osnove za okončanje rata. Dio vodećih članova HDZ-a (Stjepan Mesić, Josip Manolić) usprotivio se postojećem modelu vladavine.
Hrvatska je pregovorima i širim diplomatskim akcijama nastojala riješiti pitanje zaposjednutih područja, ali bez većih rezultata, jer su pobunjeničke snage odbacivale sve njezine i međunarodne inicijative, nastojeći uz pomoć mirovnih snaga UN-a (UNPROFOR) okupaciju pretvoriti u trajno stanje. U vojnim akcijama »Bljesak« (1. – 2. svibnja 1995.) i »Oluja« (4. – 7. kolovoza 1995.) hrvatske su snage oslobodile većinu do tada zaposjednutoga područja, a preostali dio u Podunavlju mirno je reintegriran uz pomoć Prijelazne uprave UN-a za istočnu Slavoniju (UNTAES) u razdoblju od početka 1996. do siječnja 1998. (Erdutski sporazum).

#### Pretvorba i privatizacija
Na izborima za Zastupnički dom potkraj listopada 1995. ponovno je pobijedio HDZ (45 % glasova, 58 % zastupničkih mandata), a predsjednik vlade postao je Zlatko Mateša. Nakon dugih pregovora i oštrih uvjeta Hrvatska je 6. studenog 1996. primljena u Vijeće Europe kao 40. punopravna članica. Na predsjedničkim izborima u lipnju 1997. ponovno je u prvome krugu pobijedio Franjo Tuđman sa 61 % glasova. Oporba je osporavala autoritarni način vladavine, postupke i rezultate djelovanja vlasti (tajkunska privatizacija, korupcija, rastuća nezaposlenost, međunarodna izolacija), ali je ostala podijeljena oko načina zajedničkoga djelovanja. No na početku kolovoza 1998. u Splitu su Ivica Račan i Dražen Budiša postigli sporazum o suradnji SDP-a i HSLS-a, koji je postao temelj čvršće suradnje šest oporbenih stranaka od rujna 1998. Na početku kolovoza 1999. SDP i HSLS sklopili su sporazum o zajedničkom izlasku na izbore za Zastupnički dom.

### Suvremena Hrvatska (2000. –danas)
| Zoran Milanović |  | Zoran Milanović  |
| Zoran Milanović |  | Andrej Plenković |

U prosincu 1999. umro je Franjo Tuđman. Oslabljen je utjecaj HDZ-a te je izgubio na izborima početkom 2000. Premijer nove koalicijske vlade (pod vodstvom socijaldemokrata i liberala) postao je Ivica Račan (2000. – 2003.). Na predsjedničkim izborima 2000. pobijedio je Stjepan Mesić (reizabran je 2005., na položaju je bio do 2010.). Ustavnim promjenama (2000. – 2001.) smanjene su ovlasti predsjednika republike te je ojačana politička uloga Sabora. Započelo je razdoblje veće demokratizacije i društvenih reformi radi pristupanja Europskoj uniji i NATO-u (2000. Hrvatska pristupa programu NATO-a "Partnerstvo za mir"). Godine 2000. Hrvatska postaje članica Svjetske trgovinske organizacije a 2003. pristupa Sporazumu o slobodnoj trgovini srednjoeuropskih zemalja (CEFTA). U listopadu 2001. s Europskom unijom potpisan je Sporazum o stabilizaciji i pridruživanju, zahtjev za članstvo u EU podnesen je u veljači 2003. Vanjskopolitički kontinuitet održan je i nakon izbora 2003. i 2007. na kojima je pobijedio HDZ te uspostavio koalicijske vlade. Godine 2003-2009. premijer je bio Ivo Sanader (povukao se s položaja te potom došao pod istragu za korupciju i zloporabu vlasti), 2009. – 2011. premijerka je bila Jadranka Kosor. U lipnju 2004. Hrvatska je dobila status kandidata za članstvo u Europskoj uniji a početkom listopada 2005. započinje pristupne pregovore. Članica NATO-a Hrvatska je postala 1. travnja 2009. Sa Slovenijom je ostao problematičan spor oko morske granice, u studenom 2009. dogovorena je međunarodna arbitraža. Na predsjedničkim izborima u siječnju 2010. pobijedio je Ivo Josipović (kandidat SDP-a). Potaknuo je poboljšanje odnosa sa Srbijom radi jačanja regionalne stabilnosti. Nakon uspješno završenih pristupnih pregovora 9. prosinca 2011. potpisan je Ugovor o pristupanju Republike Hrvatske Europskoj uniji, a 1. srpnja 2013. Hrvatska je postala članica Europske unije. Nakon izbora potkraj 2011. SDP predvodi koalicijsku vladu, premijer je postao Zoran Milanović (predsjednik SDP-a od 2007.). U drugom krugu predsjedničkih izbora u siječnju 2015. pobijedila je Kolinda Grabar-Kitarović (kandidatkinja HDZ-a). Nakon parlamentarnih izbora u studenome 2015. formirana je u siječnju 2016. koalicijska vlada Domoljubne koalicije predvođene HDZ-om i Mosta nezavisnih lista, a premijer je postao Tihomir Orešković, opozvan u lipnju 2016. Nakon izbora u rujnu 2016. formirana je u listopadu 2016. koalicijska vlada HDZ-a i Mosta nezavisnih lista, a premijer je postao Andrej Plenković (predsjednik HDZ-a od srpnja 2016). U svibnju 2017. raskinuo koaliciju s Mostom, a u lipnju 2017. sklopio koaliciju s Hrvatskom narodnom strankom. U drugom krugu predsjedničkih izbora u siječnju 2020. pobijedio je Zoran Milanović (predsjednik SDP-a 2007 – 2016., premijer 2011. – 2016.); od 19. veljače 2020. na položaju je predsjednika republike.

### U Wikipediji
- Hrvatska
- Hrvatski vladari
- Povijest Europe
- Povijest Istre
- Povijest Međimurja
- Povijest Dalmacije
- Povijest Bosne i Hercegovine

## Vanjske poveznice
- Hrvatska: zemlja i ljudi – Povijesni pregled
- Hrvati/Povijest Hrvatska enciklopedija
- Hrvatski institut za povijest
- Muzejski dokumentacijski centar
- Hrvatski povijesni portal
- Crohis – izvori hrvatske povijesti
- The period of Croatia within ex-Yugoslavia (1918-1941, 1945-1991) (eng.)
- History files – Croatia (eng.)
- Kratka povijest Hrvatske

### Ostali projekti
|  | Wikizvor ima izvorni tekst Povijest Hrvatske I. (R. Horvat) |

1. ↑  Hrvatsko-ugarska personalna unija službeno je dokinuta Trinanonskim ugovorom iz 1920. godine.[71]